# Liste der Baudenkmale in Northeim

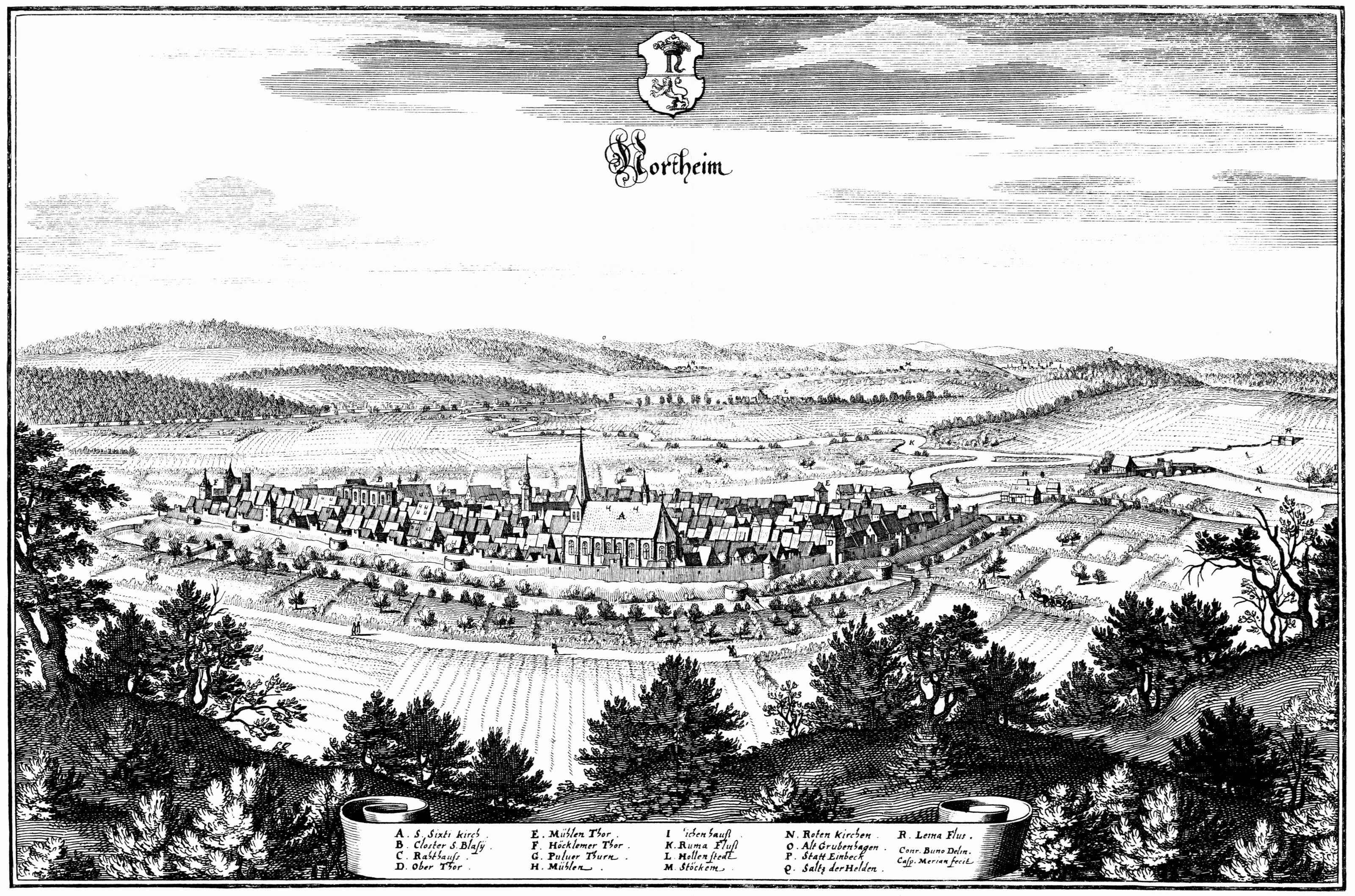
Die Darstellung Merians, um 1650

In der Liste der Baudenkmale in Northeim sind Baudenkmale der niedersächsischen Gemeinde Northeim im Landkreis Northeim aufgelistet. Diese Liste orientiert sich an der 2002 erschienenen Denkmaltopographie.

## Allgemein
In den Spalten befinden sich folgende Informationen:
- Lage: die Adresse des Baudenkmales und die geographischen Koordinaten. Kartenansicht, um Koordinaten zu setzen. In der Kartenansicht sind Baudenkmale ohne Koordinaten mit einem roten Marker dargestellt und können in der Karte gesetzt werden. Baudenkmale ohne Bild sind mit einem blauen Marker gekennzeichnet, Baudenkmale mit Bild mit einem grünen Marker.
- Bezeichnung: Bezeichnung des Baudenkmales
- Beschreibung: die Beschreibung des Baudenkmales. Unter § 3 Abs. 2 NDSchG werden Einzeldenkmale und unter § 3 Abs. 3 NDSchG Gruppen baulicher Anlagen und deren Bestandteile ausgewiesen.
- ID: die Objekt-ID des Baudenkmales
- Bild: ein Bild des Baudenkmales, ggf. zusätzlich mit einem Link zu weiteren Fotos des Baudenkmals im Medienarchiv Wikimedia Commons. Wenn man auf das Kamerasymbol klickt, können Fotos zu Baudenkmalen aus dieser Liste hochgeladen werden:

Die Baudenkmale der Außenbezirke der Stadt Northeim befinden sich in der Liste der Baudenkmale in Northeim (Außenbezirke).

## Baudenkmale im Altstadtkern
Der Altstadtkern ist ein denkmalpflegerischer Interessenbereich. Darin befinden sich Einzeldenkmale und Gruppen baulicher Anlagen in den Straßen Am Münster, Breite Straße, Schaupenstiel, Entenplan, Markt, Hinter der Kapelle, Kirchplatz, Hagenstraße, Neustadt, Holzhäuser Straße und Mühlenstraße. Die Grünanlage des ehemaligen Walls mit den darin enthaltenen Wasserflächen als Zeugnisse der Stadtbefestigung und späteren Entfestigung besitzen Denkmalwert.

### Stadtbefestigung
Der Stadtmauerbau begann 1252 und wurde 1305 abgeschlossen. Ursprünglich war der Stadtmauerring 1750 m lang und etwa 9 m hoch und umfasst 21,8 ha Fläche. Die drei Tore Unteres Tor oder Mühlentor im Norden, Höckelheimer Tor im Westen und das Obere Tor im Osten sind bis auf den Bollwerksturm am Oberen Tor abgegangen. Im ersten Drittel des 15. Jahrhunderts wurde eine Wall-Graben-Anlage angelegt. Der äußere Graben wurde in Form aufgestauter Teiche angelegt. Rest dieser Teiche sind noch im Süden erhalten. Für die äußere Umwallung wurden auch mächtige Torbollwerke angelegt. Neben den drei Torbollwerken wurden auch vier Wallbollwerke angelegt. Im 17. Jahrhundert sollten noch 48 inwendige und 15 Zwinger vorhanden gewesen sein. Im Dreißigjährigen Krieg hielt die Stadtbefestigung lange den Belagerungen stand. Der Ausbruch der Pest und politischer Druck führten zu einer Kapitulation Northeims und in der Folge zur Entfestigung. Die Bürger waren gezwungen den Wall, vor allem im Norden, abzutragen und den inneren Graben damit zu verfüllen. 1788 wurde der westliche Wall in eine Friedhofsanlage umgewandelt. Dieser Alte Friedhof wiederum wurde 1885 aufgelassen und in eine Grünanlage umgewandelt. Die alten Stadttore wurde 1773/74 abgerissen. 1874/76 wurde ein längerer Stadtmauerabschnitt im Norden für die Bebauung des heutigen Friedrich-Ebert-Walls abgerissen. Etwa die Hälfte des ursprünglichen Mauerzüge sind noch erhalten und wurden 1981 bis 1983 saniert. Von den Mauertürmen ist ein Halbschalenturm im Nordwesten und ein Turmuntergeschoss am Zwinger erhalten.

| Lage                                             | Bezeichnung               | Beschreibung | ID | Bild           |
| ------------------------------------------------ | ------------------------- | --- | -- | -------------- |
| Schaupenstiel 20 51° 42′ 22″ N, 10° 0′ 18″ O     | Oberes Tor                | Vom Oberen Tor ist nur der südliche Bollwerksturm mit 10 m Durchmesser und einer Mauerstärke von 3 m aus dem Jahr 1468 (Bauinschrift) erhalten. Der nördliche Flankenturm des Oberen Tors hatte einen Durchmesser von 4,5 m und wurde abgerissen. |    | Weitere Bilder |
| 51° 42′ 17″ N, 10° 0′ 13″ O                      | Wall-Graben-Anlage        | |    |                |
| Zwinger 51° 42′ 16″ N, 9° 59′ 50″ O              | Bollwerk                  | |    |                |
| Gardekürassierstraße 51° 42′ 24″ N, 9° 59′ 41″ O | Ehemaliger Alter Friedhof | vormals Wallanlage |    |                |
| Bleichenwall 51° 42′ 26″ N, 10° 0′ 16″ O         | Park                      | vormals Wallanlage |    |                |

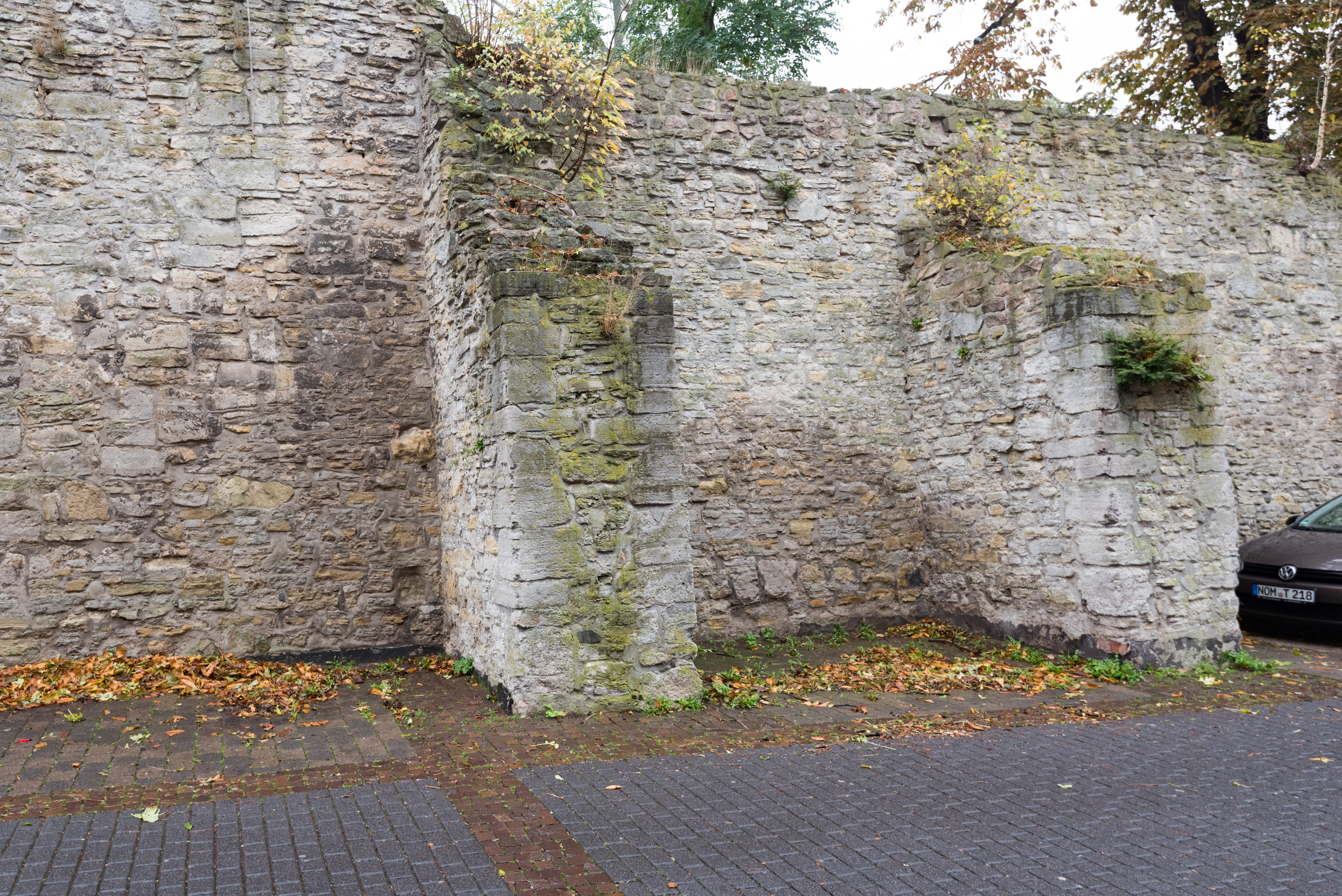
Stadtmauer an der Unteren Straße mit Turmfragment
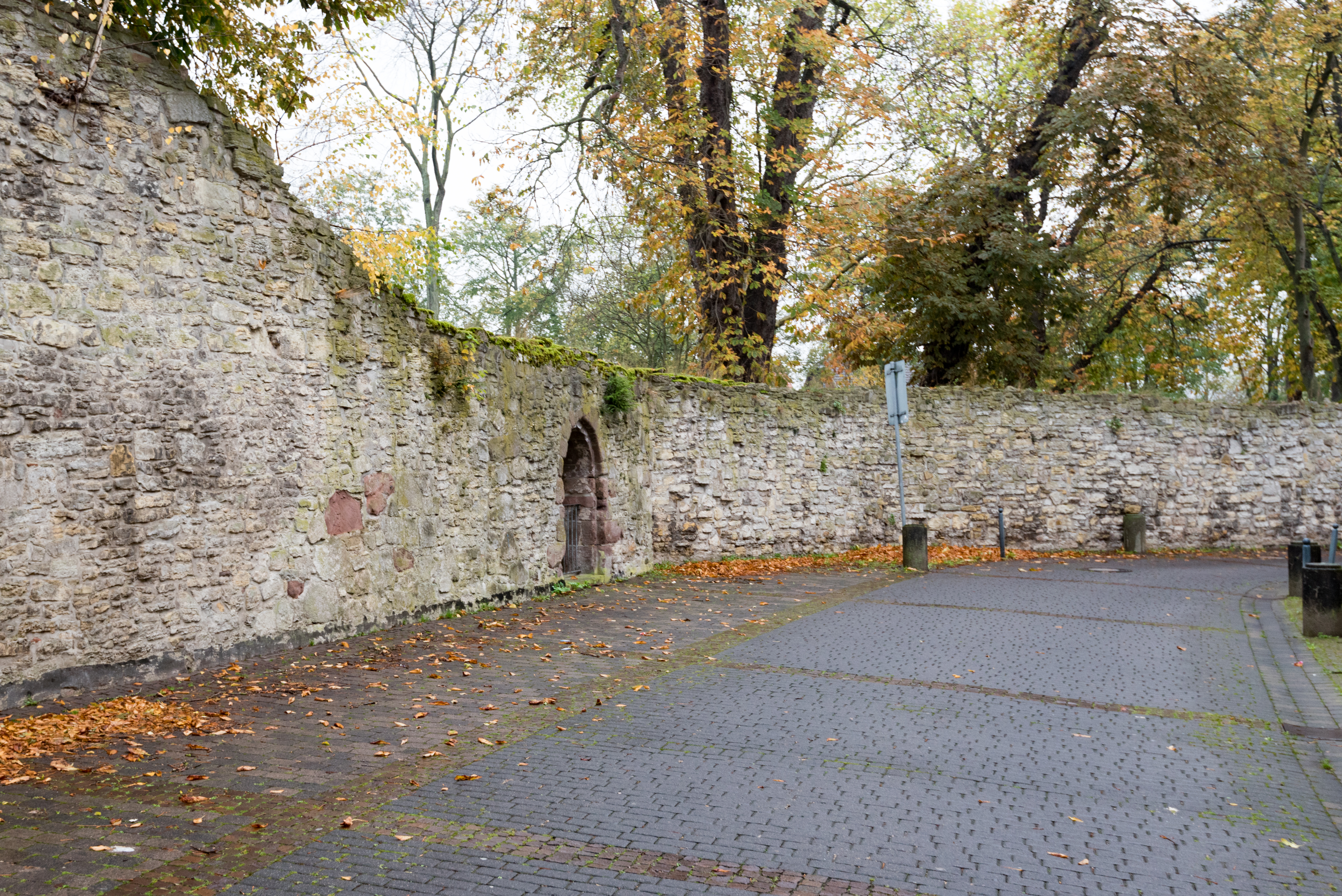
Stadtmauer an der Unteren Straße
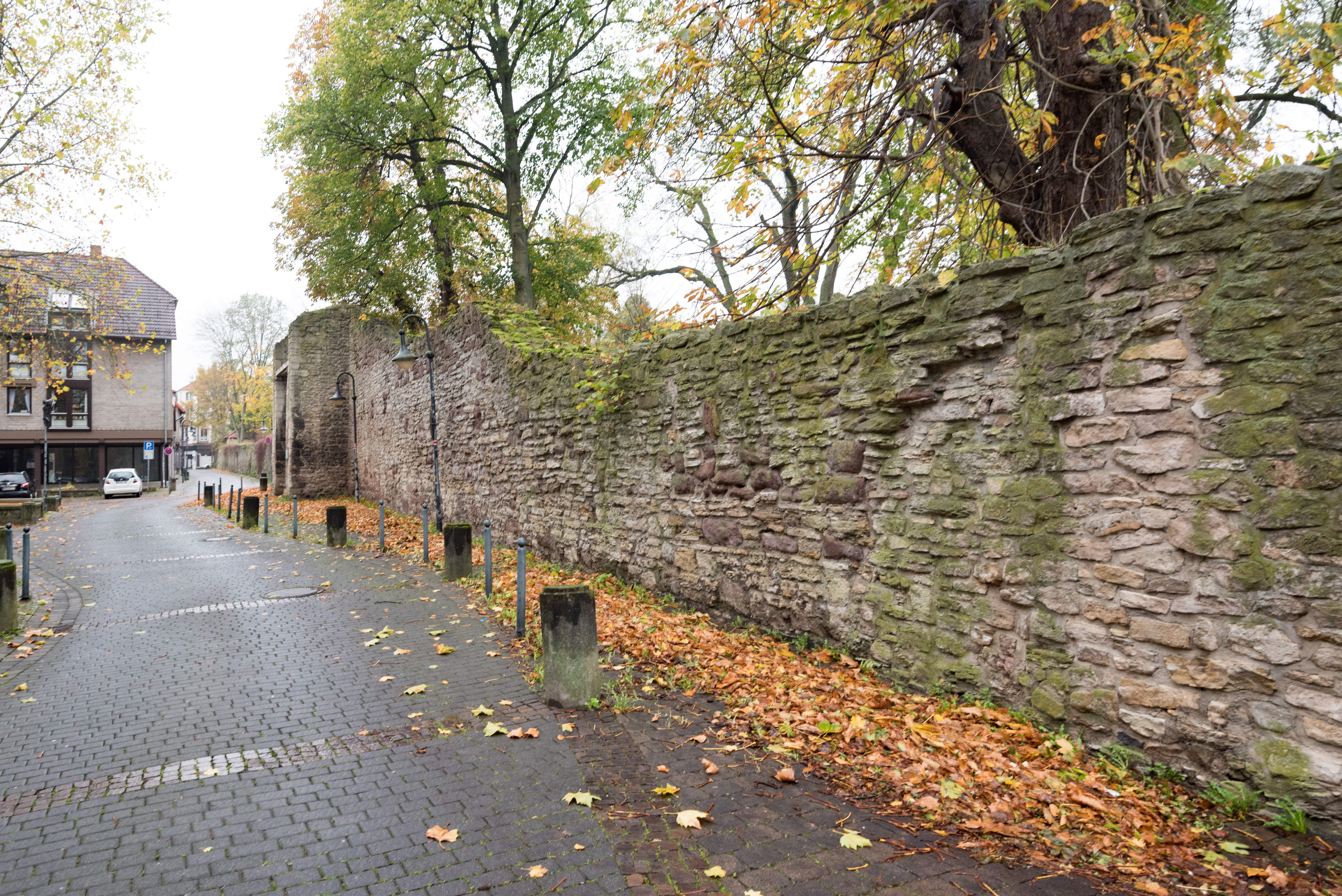
Stadtmauer an der Unteren Straße
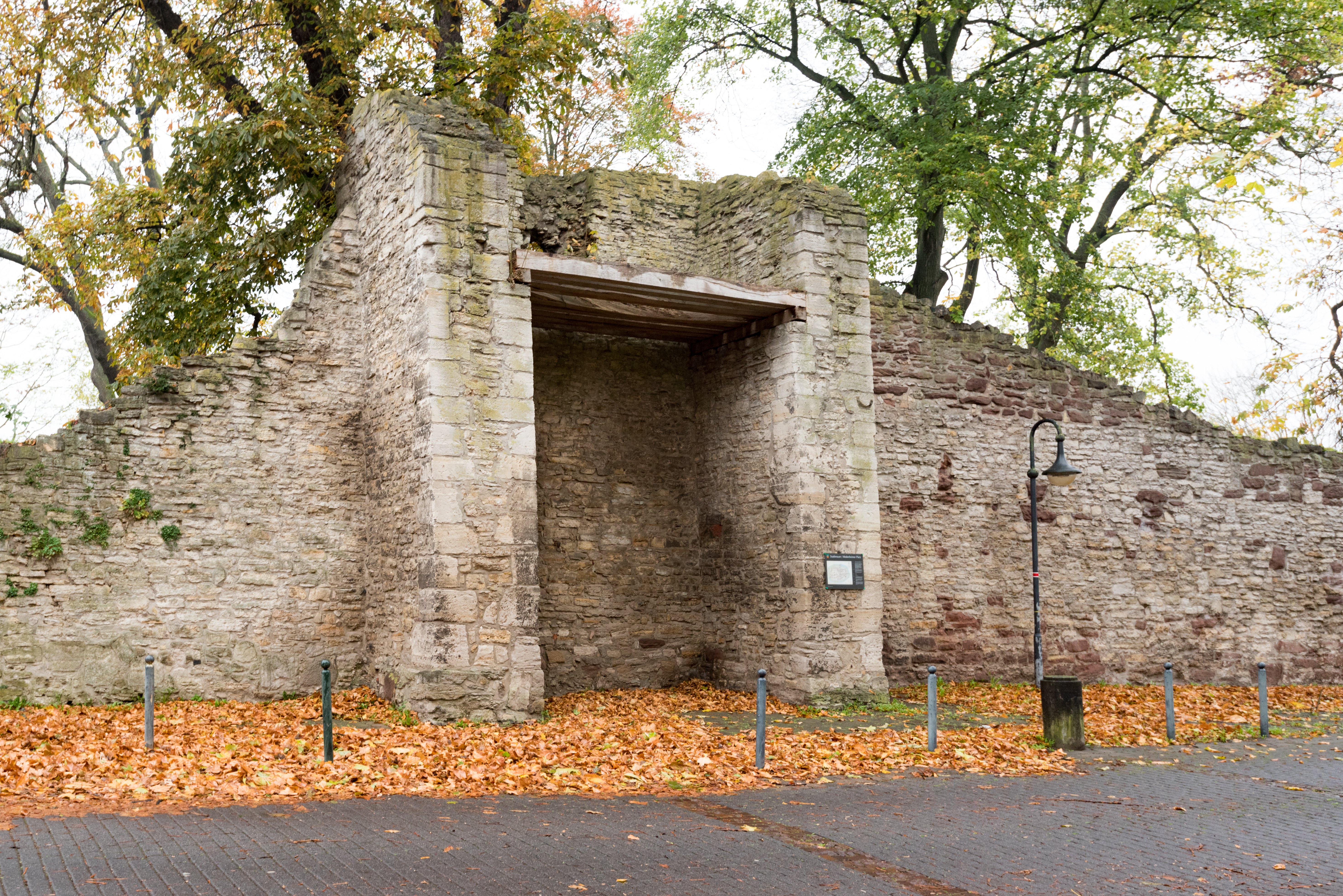
Stadtmauer an der Unteren Straße mit Rest einen Halbschalenturms
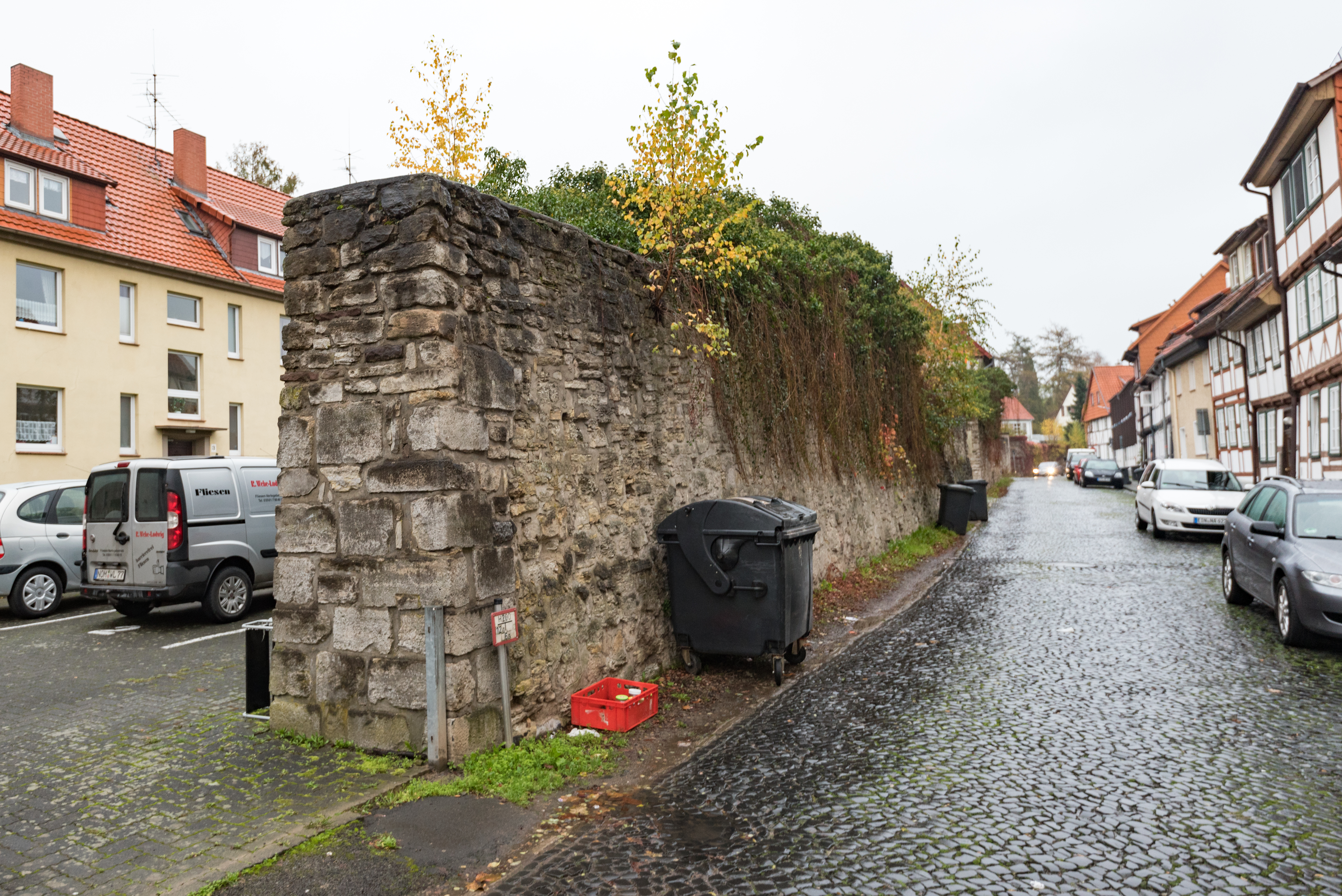
Stadtmauer bei Mauerstraße 1
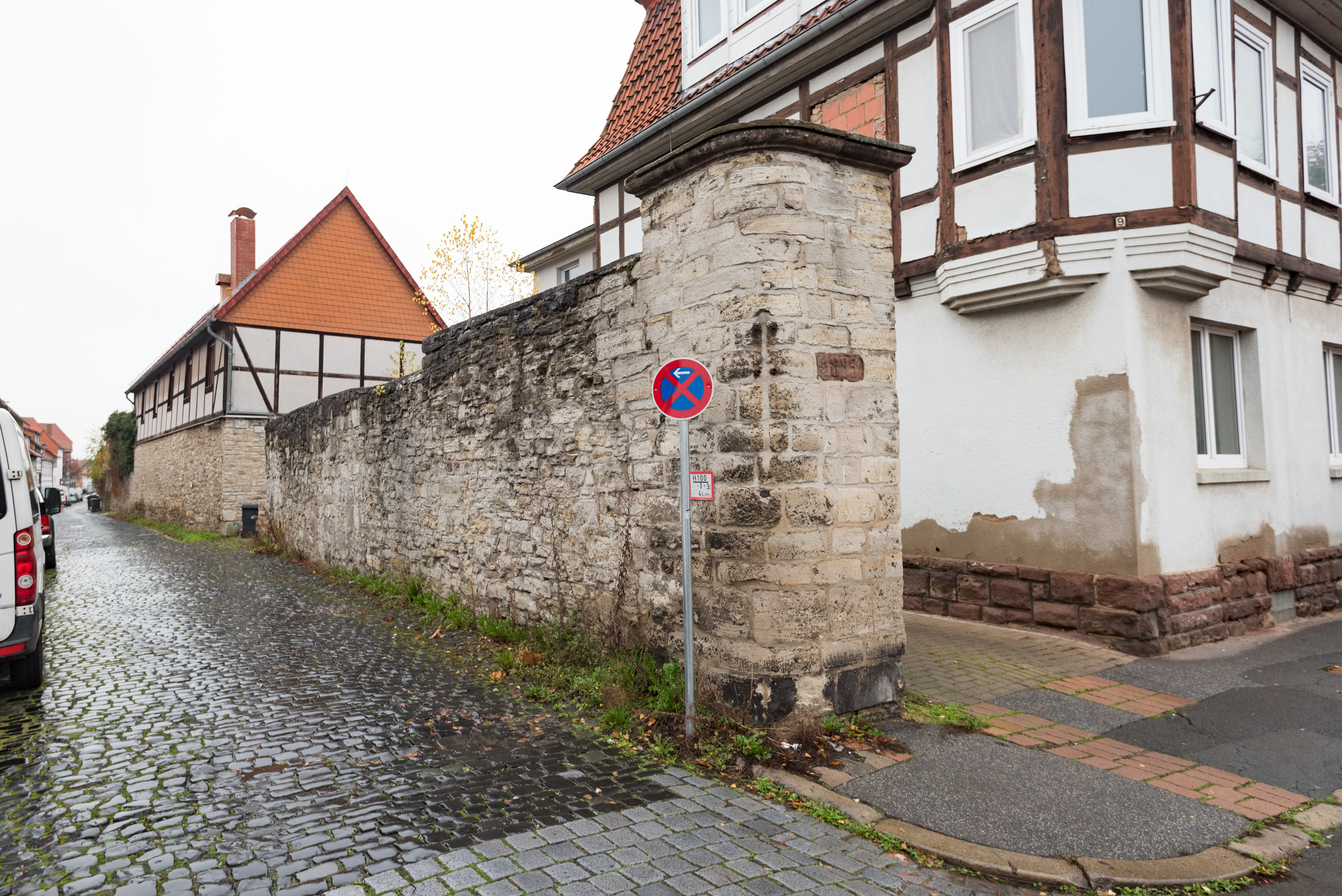
Stadtmauer östlich Mauerstraße 7
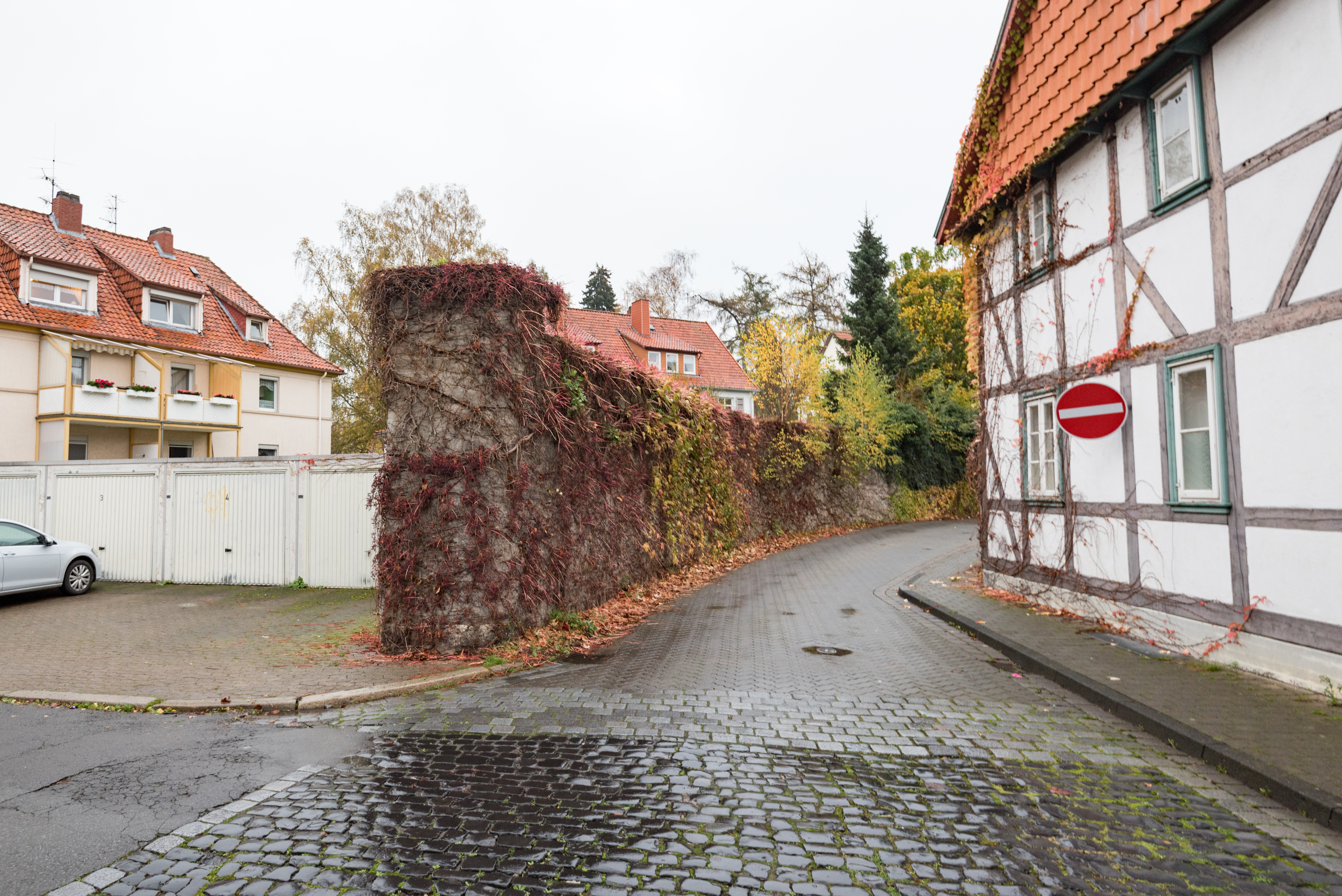
Stadtmauer nördlich Häuserstraße 13
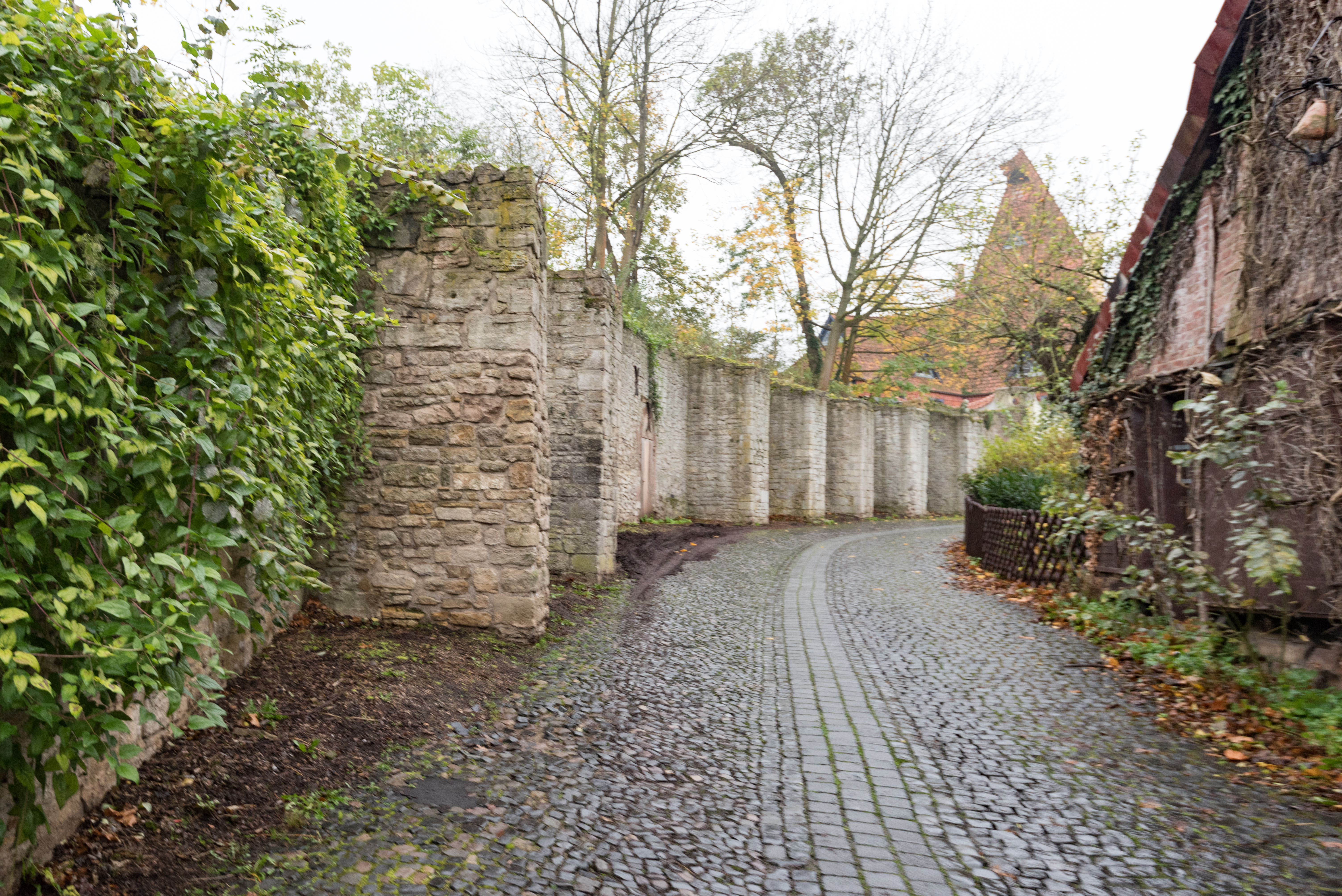
Stadtmauer an der Straße Obere Mauer
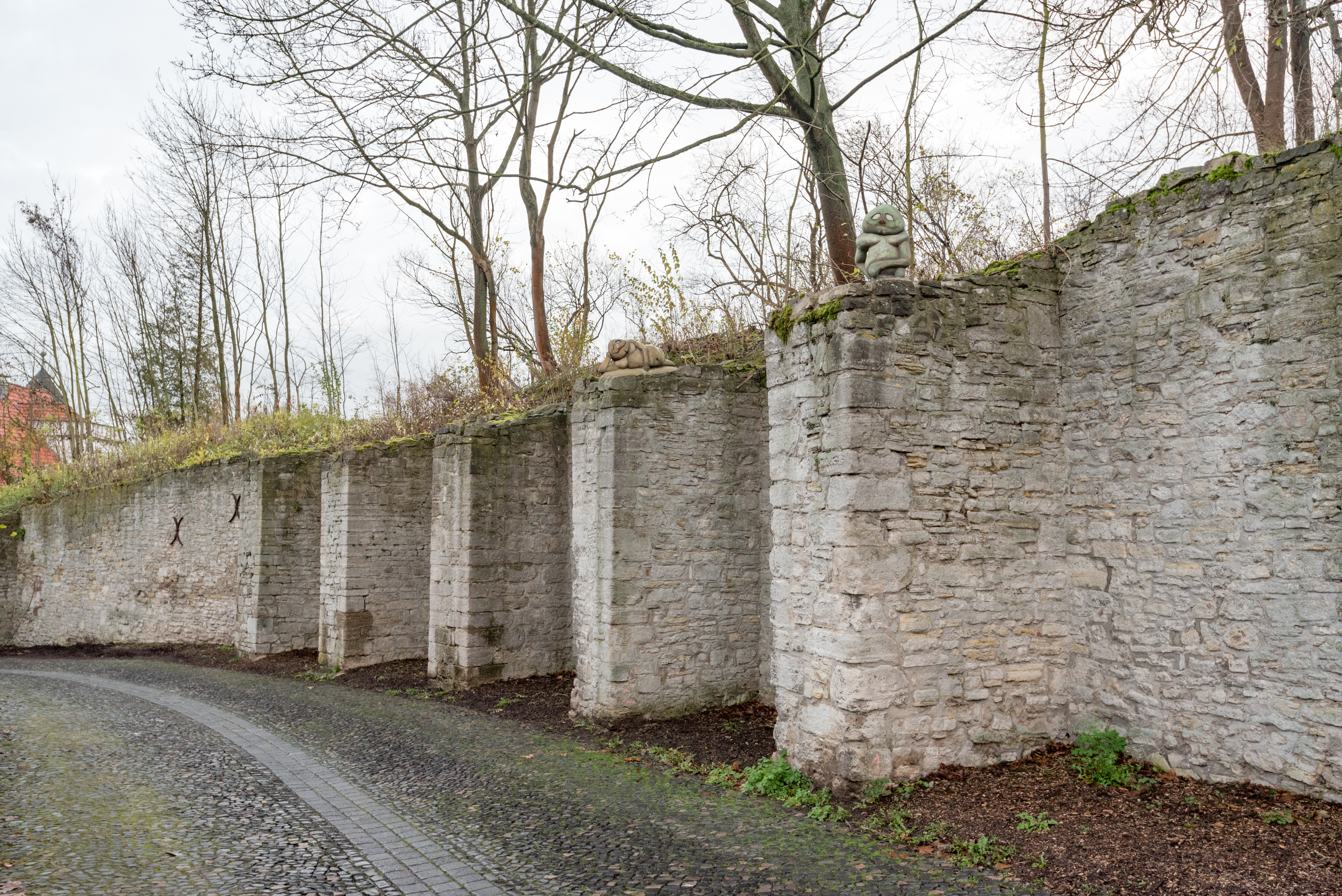
Stadtmauer an der Straße Obere Mauer
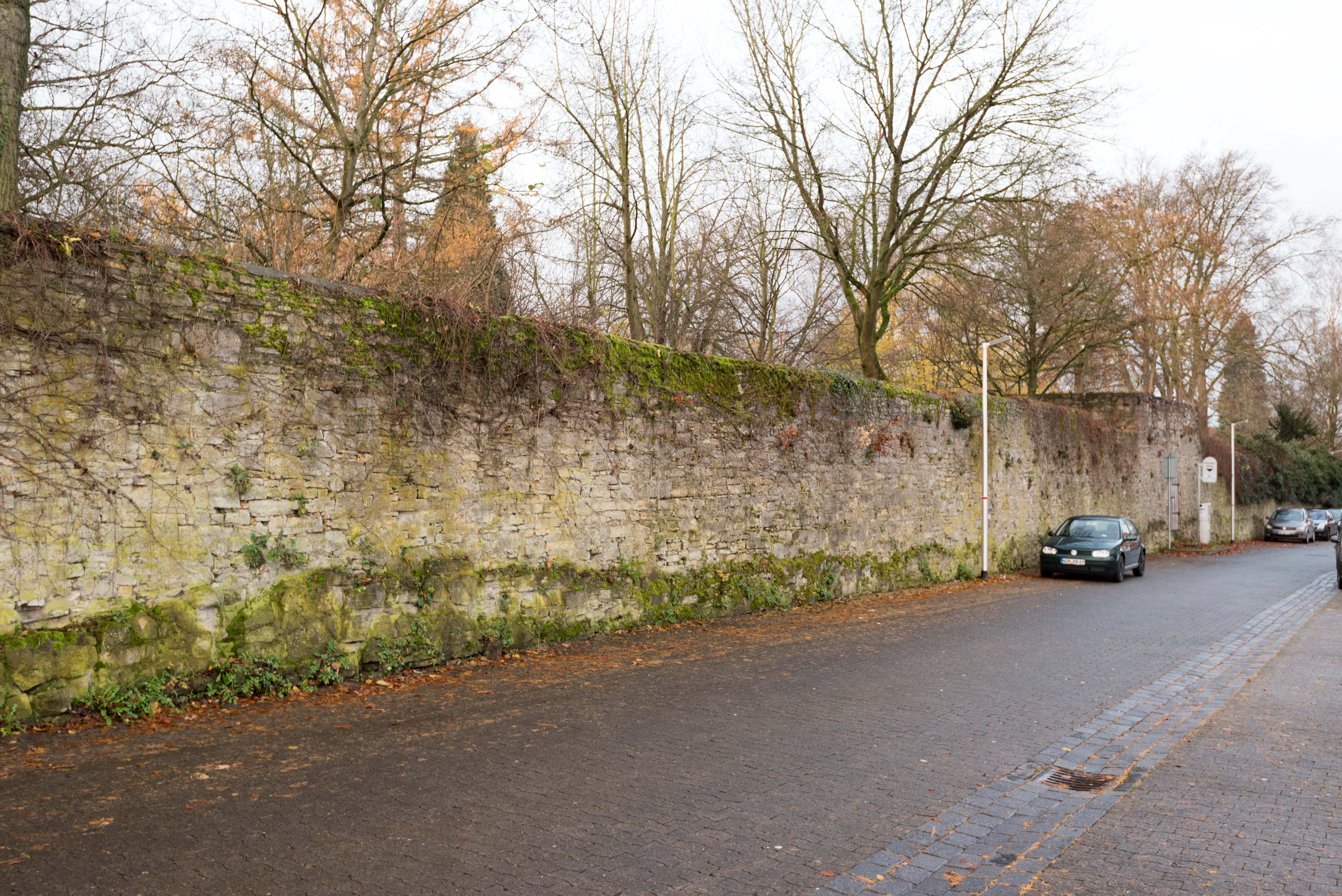
Stadtmauer an der Straße Zwinger
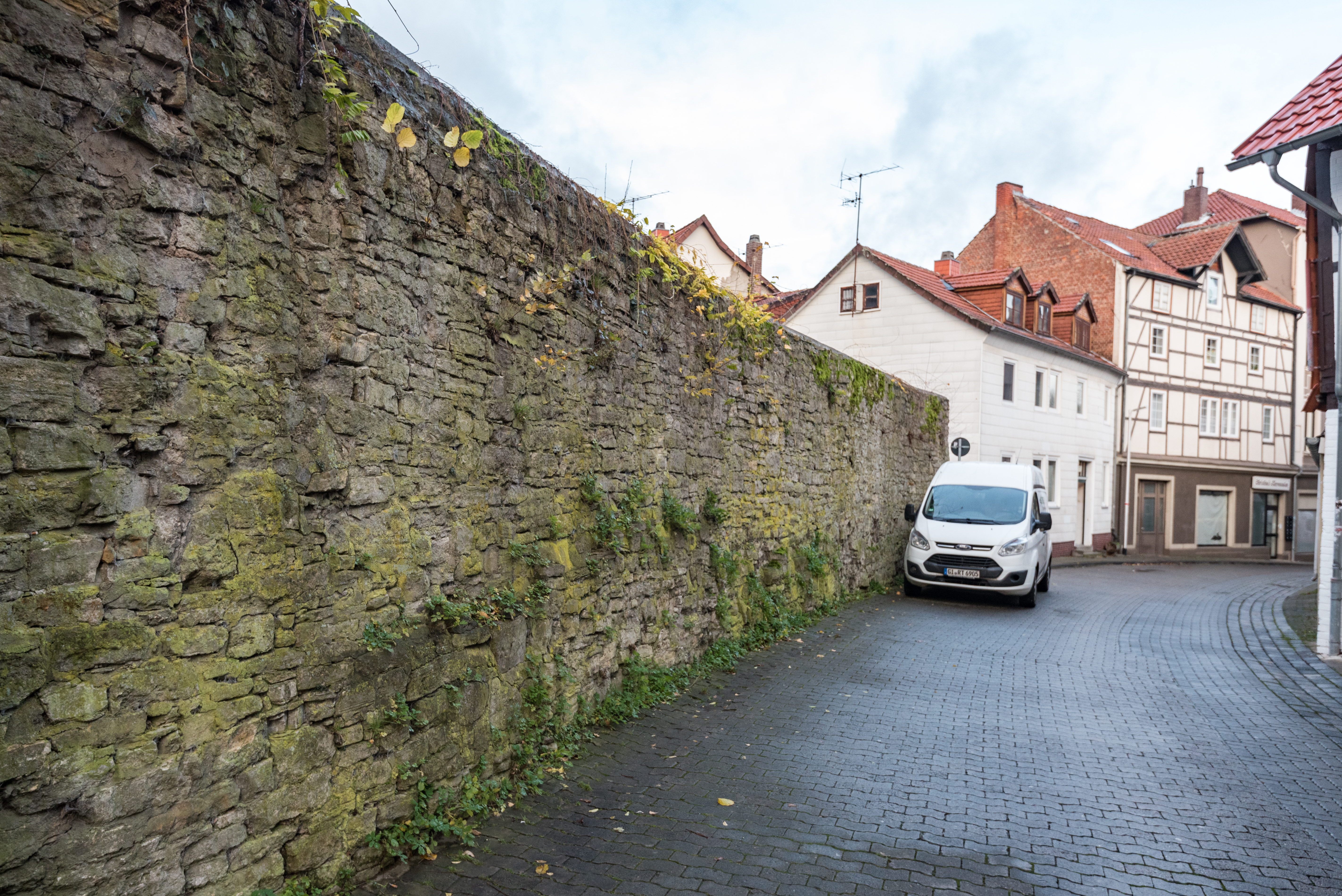
Stadtmauer an der Straße Zwinger

### Gruppe: Altstadtbereich Marktsiedlung
Die Gruppe „Altstadtbereich Marktsiedlung“ hat die ID 38405098. Die Straßen Am Münster, Breite Straße und Schaupenstiel sind das Rückgrat des mittelalterlichen Straßensystems und waren einst an einer wichtigen Fernhandelsstraße.

| Lage                                         | Bezeichnung                                              | Beschreibung | ID       | Bild           |
| -------------------------------------------- | -------------------------------------------------------- | --- | -------- | -------------- |
| Am Münster 1 51° 42′ 18″ N, 9° 59′ 44″ O     | Wohn- und Geschäftshaus                                  | Eckhaus zur Straße Zwinger, zweigeschossiger Fachwerkbau mit 9 Gebinden, im Obergeschoss Fußstreben und hochwertig verzimmerte Geschosszone, erbaut frühes 18. Jahrhundert über älterer Kelleranlage, EG-Zone modern überformt, typisch für Ersatzneubau im Zuge der Städtebauförderung 1702-1723. 2025 durch einen Brand wenigstens teilzerstört. | 38457599 | Weitere Bilder |
| Am Münster 3 51° 42′ 18″ N, 9° 59′ 44″ O     | Wohn- und Geschäftshaus                                  | Viergeschossiger Fachwerkbau mit 6 Gebinden und 4 Fensterachsen, erbaut um 1800 über älterer Kelleranlage, aufgestockt um ein Vollgeschoss Mitte 19. Jahrhundert, EG-Zone modern überformt. | 38457643 | Weitere Bilder |
| Am Münster 4 51° 42′ 18″ N, 9° 59′ 45″ O     | Wohn- und Geschäftshaus                                  | | 38457665 | Weitere Bilder |
| Am Münster 5 51° 42′ 18″ N, 9° 59′ 45″ O     | Wohn- und Geschäftshaus                                  | | 38457687 | Weitere Bilder |
| Am Münster 6 51° 42′ 18″ N, 9° 59′ 46″ O     | Wohn-/Wirtschaftsgebäude                                 | sogenanntes Reddersen-Haus, sechsgebindiger Ständer-Geschossbau, Erd- und Zwischengeschoss sind durch hohe ursprünglich durchlaufende Ständer zusammengefasst; Erdgeschoss vollständig verändert. | 38457709 | Weitere Bilder |
| Am Münster 7 51° 42′ 18″ N, 9° 59′ 46″ O     | Wohn- und Geschäftshaus                                  | Das Haus wurde Anfang des 16. Jahrhunderts erbaut. Das Haus wurde im Laufe der Zeit stark verändert. | 38457731 | Weitere Bilder |
| Am Münster 8 51° 42′ 18″ N, 9° 59′ 46″ O     | Wohnhaus                                                 | Das Haus wurde Anfang des 16. Jahrhunderts als sechsgebindiger Ständer-Geschossbau erbaut. Die Fassade ist erhalten geblieben, das Erdgeschoss wurde aber entkernt. | 38457753 | Weitere Bilder |
| Am Münster 9 51° 42′ 18″ N, 9° 59′ 47″ O     | Wohnhaus                                                 | | 38457775 | Weitere Bilder |
| Am Münster 11 51° 42′ 18″ N, 9° 59′ 48″ O    | Wohn- und Geschäftshaus                                  | | 38457820 | Weitere Bilder |
| Am Münster 12 51° 42′ 18″ N, 9° 59′ 48″ O    | Wohn- und Geschäftshaus                                  | | 38457842 | Weitere Bilder |
| Am Münster 13 51° 42′ 18″ N, 9° 59′ 49″ O    | Wohn- und Geschäftshaus                                  | |          | Weitere Bilder |
| Am Münster 14 51° 42′ 18″ N, 9° 59′ 49″ O    | Wohn- und Geschäftshaus                                  | |          | Weitere Bilder |
| Am Münster 15 51° 42′ 18″ N, 9° 59′ 50″ O    | Wohn- und Geschäftshaus, ehemaliges Plessische Lehnshaus | Dreigeschossiger stockwerksweise abgezimmerter traufständiger Fachwerkbau des frühen 17. Jahrhunderts |          | Weitere Bilder |
| Am Münster 16 51° 42′ 18″ N, 9° 59′ 50″ O    | Wohn- und Geschäftshaus                                  | |          | Weitere Bilder |
| Am Münster 17 51° 42′ 18″ N, 9° 59′ 51″ O    | Wohn- und Geschäftshaus                                  | |          | Weitere Bilder |
| Am Münster 18 51° 42′ 18″ N, 9° 59′ 51″ O    | Wohn- und Geschäftshaus                                  | |          | Weitere Bilder |
| Am Münster 19 51° 42′ 18″ N, 9° 59′ 51″ O    | Wohn- und Geschäftshaus                                  | |          | Weitere Bilder |
| Am Münster 20 51° 42′ 18″ N, 9° 59′ 52″ O    | Wohn- und Geschäftshaus                                  | |          | Weitere Bilder |
| Am Münster 21 51° 42′ 18″ N, 9° 59′ 52″ O    | Wohn- und Geschäftshaus                                  | |          | Weitere Bilder |
| Am Münster 22 51° 42′ 18″ N, 9° 59′ 53″ O    | Wohn- und Geschäftshaus                                  | |          | Weitere Bilder |
| Am Münster 23 51° 42′ 18″ N, 9° 59′ 53″ O    | Wohn- und Geschäftshaus                                  | |          | Weitere Bilder |
| Am Münster 24 51° 42′ 18″ N, 9° 59′ 54″ O    | Wohn- und Geschäftshaus                                  | |          | Weitere Bilder |
| Am Münster 25 51° 42′ 18″ N, 9° 59′ 54″ O    | Wohn- und Geschäftshaus                                  | |          | Weitere Bilder |
| Am Münster 26 51° 42′ 18″ N, 9° 59′ 54″ O    | Wohn- und Geschäftshaus                                  | |          | Weitere Bilder |
| Am Münster 27 51° 42′ 18″ N, 9° 59′ 55″ O    | Wohn- und Geschäftshaus                                  | |          | Weitere Bilder |
| Am Münster 28 51° 42′ 19″ N, 9° 59′ 54″ O    | Ehemaliges Kaiserliches Postamt                          | Doppelgeschossiger Ziegelbau auf hohem Natursteinsockel, zwei leicht hervortretende Risalite, 1892 von Regierungsbaumeister Janssen geplant |          | Weitere Bilder |
| Am Münster 29 51° 42′ 19″ N, 9° 59′ 53″ O    | Kreissparkasse                                           | Lang gestreckter dreigeschossiger Putzbau von 1930, mehrfach umgebaut und erweitert |          | Weitere Bilder |
| Am Münster 31 51° 42′ 20″ N, 9° 59′ 47″ O    | Wohnhaus                                                 | |          | Weitere Bilder |
| Am Münster 32/33 51° 42′ 19″ N, 9° 59′ 46″ O | Ehemaliges Hospital St. Spiritus                         | Gotischer Fachwerkbau am Westrand des Kirchhofes, bauinschriftlich auf 1500 datiert; 1525 vom Kloster St. Blasii in Eigentum des Rates übergegangen; völliges Entkernung durch Umbaumaßnahmen 1975/78 |          | Weitere Bilder |

#### Ehemaliges Benediktinerkloster St. Blasii
| Lage                                      | Bezeichnung                               | Beschreibung | ID | Bild           |
| ----------------------------------------- | ----------------------------------------- | --- | -- | -------------- |
| Am Münster 30 51° 42′ 21″ N, 9° 59′ 50″ O | Ehemaliges Benediktinerkloster St. Blasii | Das Kloster wurde zunächst zwischen 1083 und 1101 als Chorherrenstift eingerichtet. Zwischen 1103 und 1117 erfolgte die Umwandlung in eine Benediktinerkloster. Benannt wurde das Kloster nach Blasius von Sebaste. 1487 wurde mit dem Bau der Stiftskirche begonnen, aber nach Einführung der Reformation 1541, nicht mehr vollendet. Mitte des 16. Jahrhunderts begann das Kloster sich aufzulösen. In der Folgezeit wurden wegen Baufälligkeit größere Teile des Mauerwerks abgetragen. Erhalten haben sich die als älteste Baukörper ein Teil der Sakristei, die heute als Kapelle genutzt wird und die sogenannte Liberey, heute als Trauzimmer genutzt. Westlich des Kapellenbaus schließt sich ein dreigeschossiger Trakt mit einem massiven Untergeschoss und zwei Fackwerkoberstöcken wohl aus dem ausgehenden 18. Jahrhundert an. Noch Norden schließt sich eine ähnlich gestalteter Mitteltrakt zwischen Kapelle und Herrenhaus an. In ihm sind Reste des Kreuzgangs an. Dem Mitteltrakt schließt sich nach Ost die sogenannte Grabkapelle St. Nicolai aus der zweiten Hälfte des 15. Jahrhunderts an. Den nördlichen Abschluss des Baukomplexes bildet des zweigeschossige Massivbau des sogenannte Herrenhauses. Der bis heute erhaltene St.-Blasien-Komplex wurde 1975 von der Stadt Northeim übernommen und 1979 aufwändig restauriert. |    | Weitere Bilder |

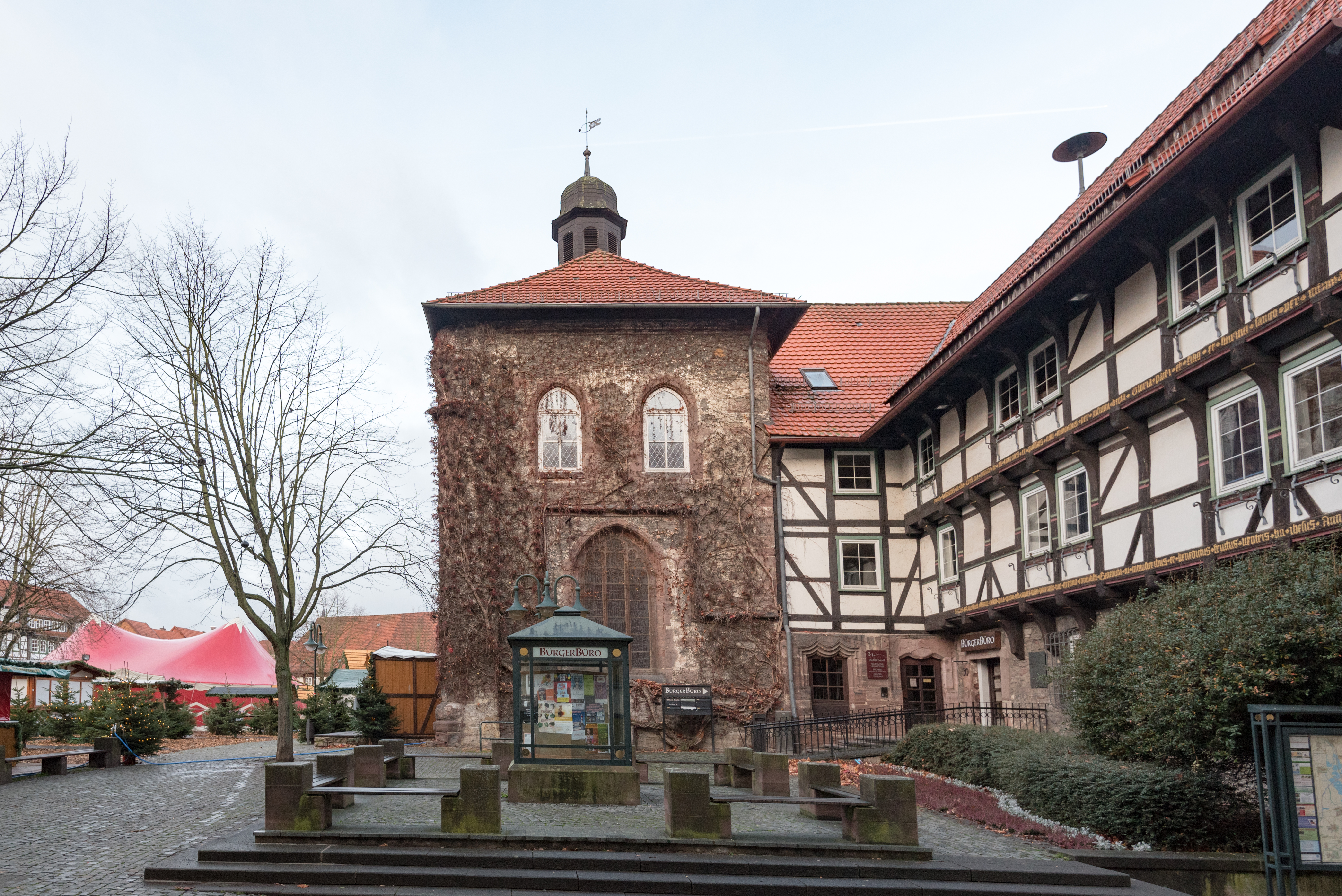
Ansicht von Osten auf den Südtrakt, 2017
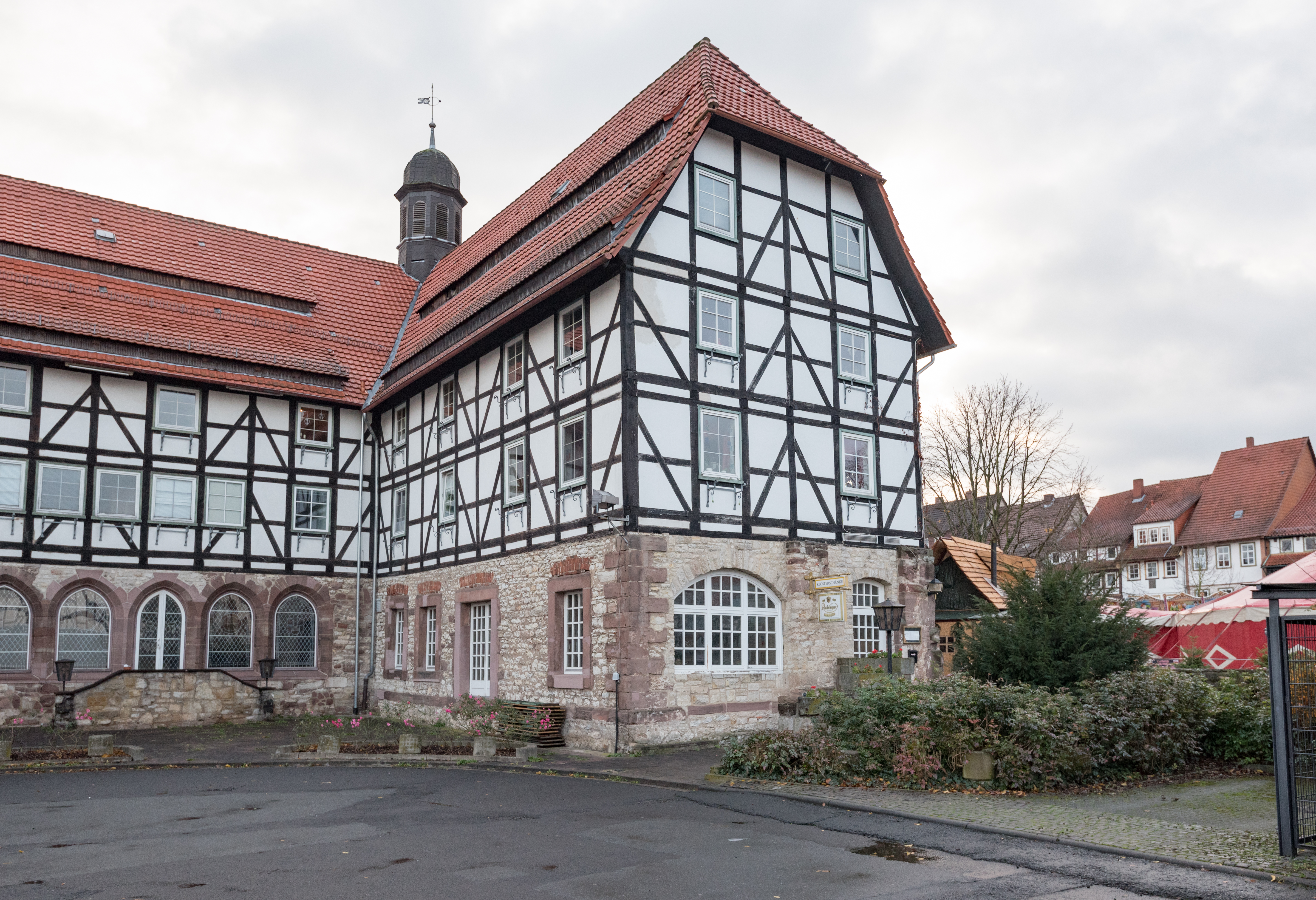
Ansicht von Westen aus den Südtrakt, 2017
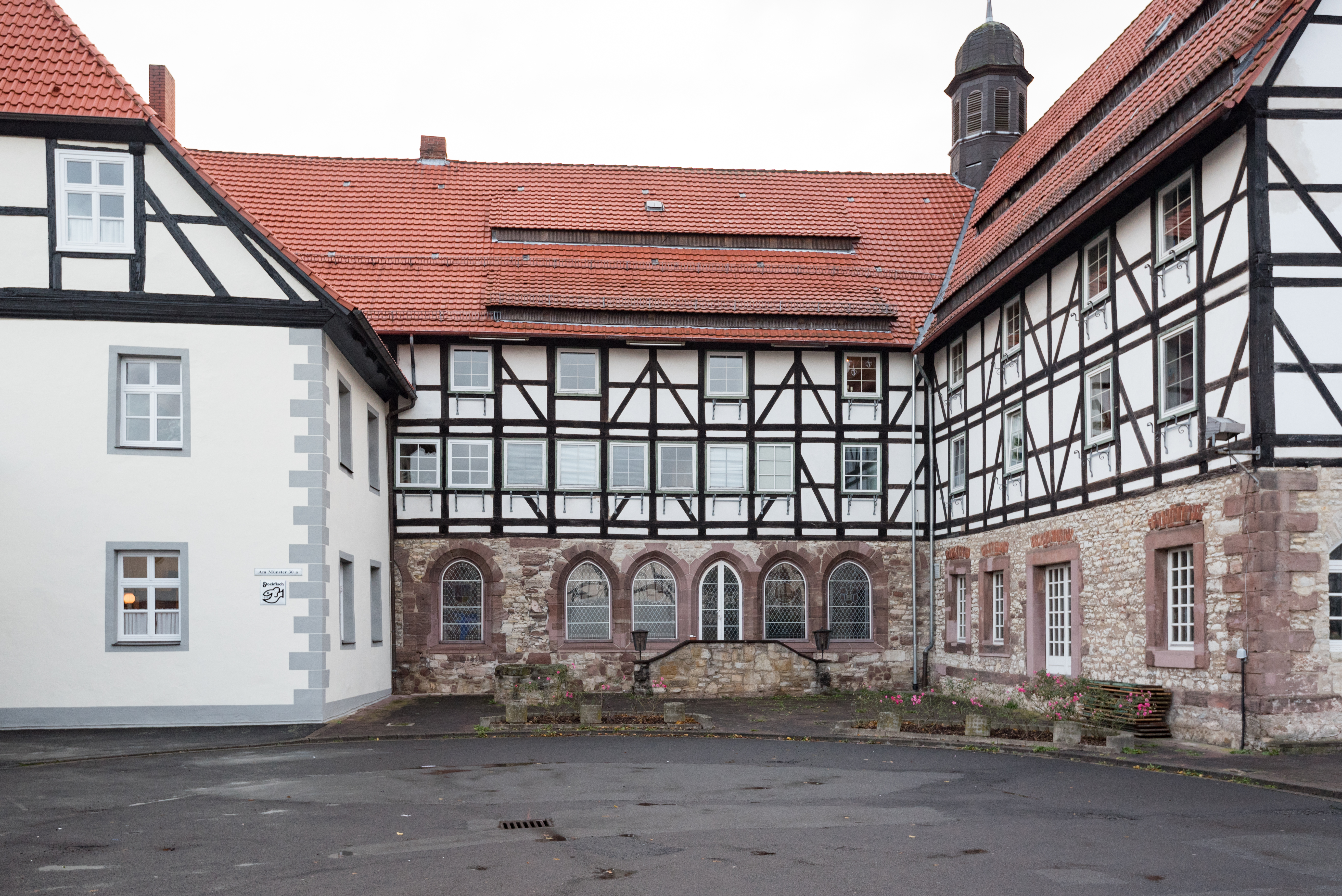
Ansicht von Westen, Blick auf Rudimente des Kreuzgangs, 2017
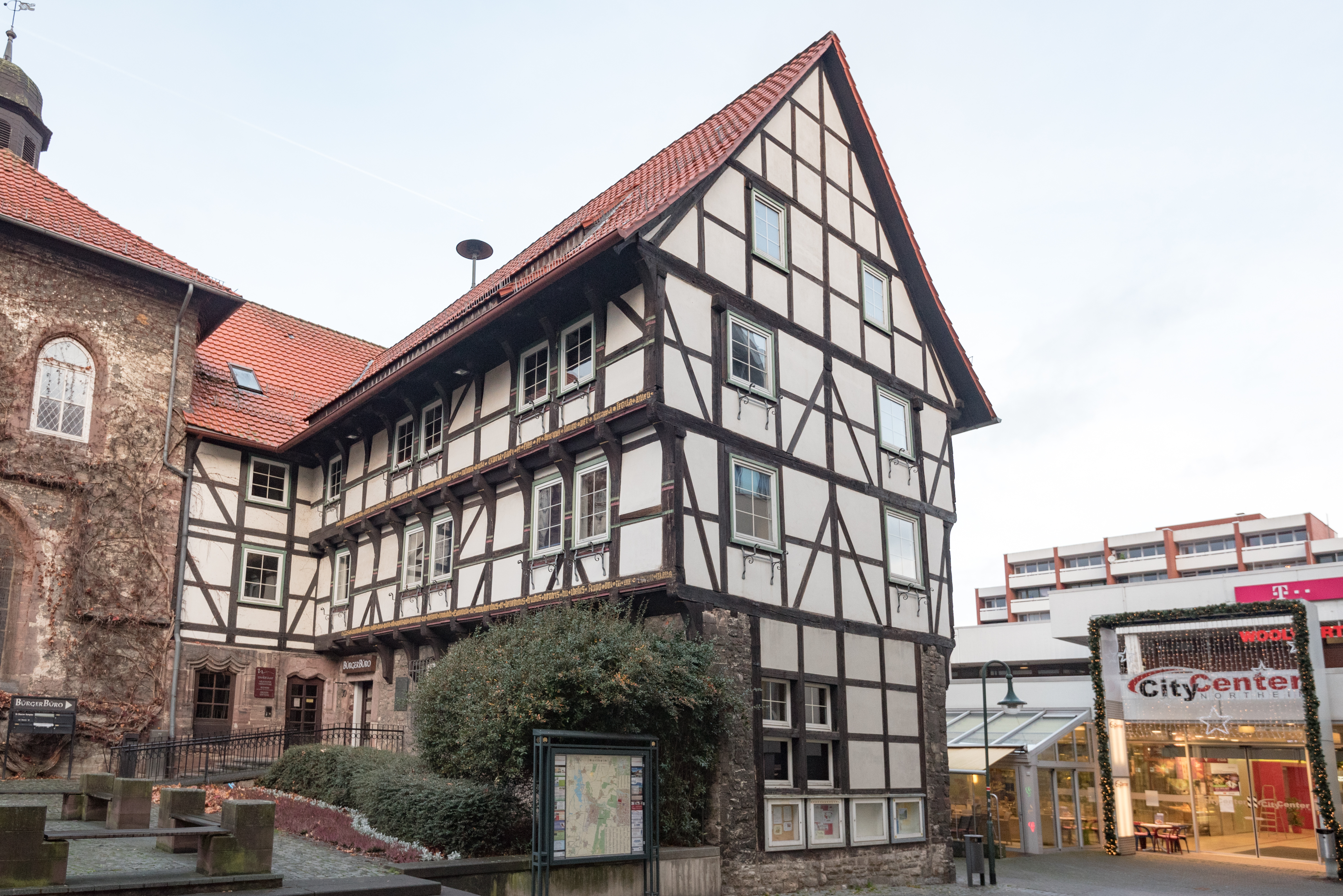
Ansicht von Osten auf die sogenannte Grabkapelle, 2017
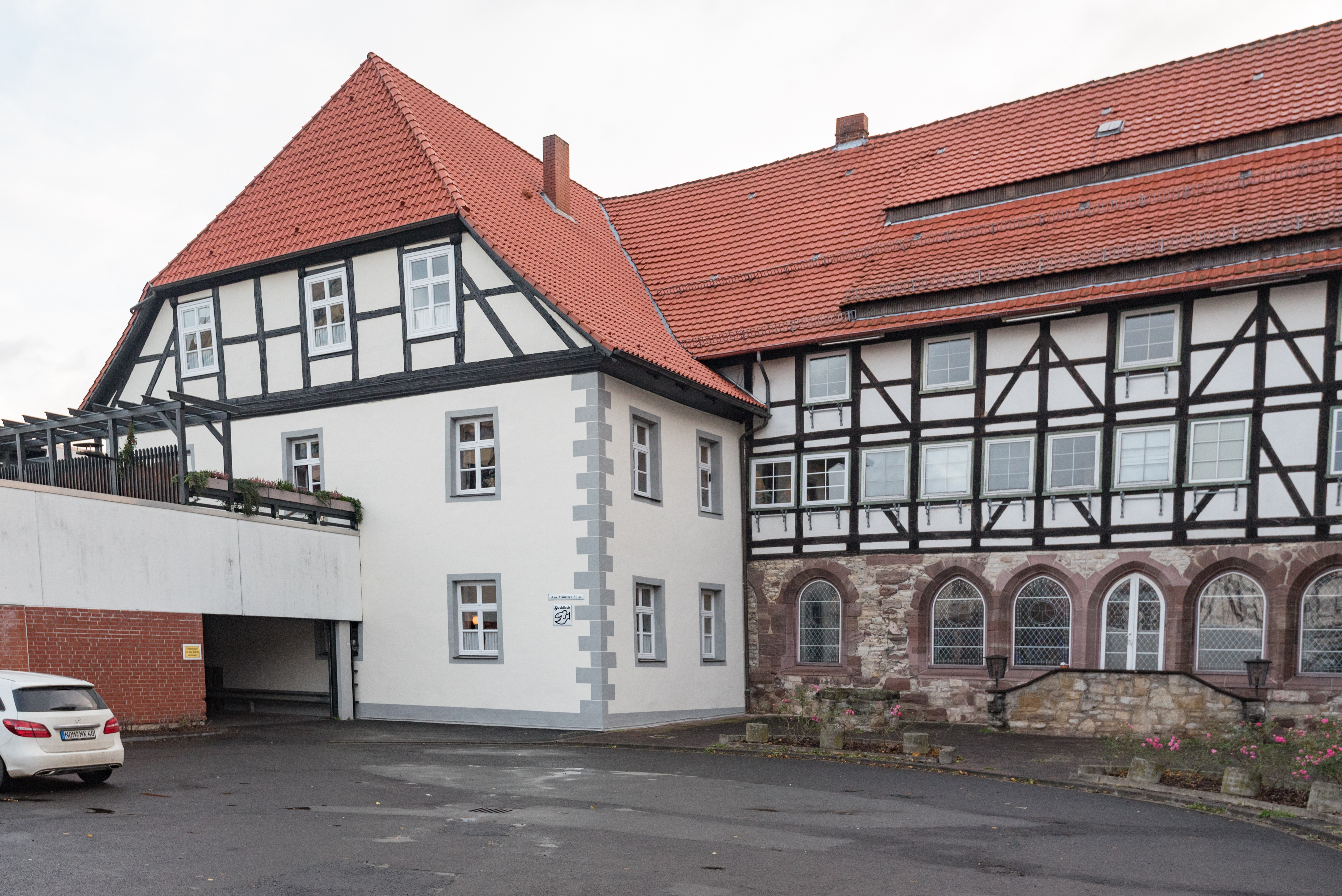
Ansicht von Westen auf das sogenannte Herrenhaus, 2017

#### Breite Straße
Die Gruppe Breite Straße 1–11 besteht aus dreigeschossigen Traufenhäuser, die zumeist aus der Mitte des 19. Jahrhunderts stammen.

| Lage                                        | Bezeichnung | Beschreibung                                  | ID       | Bild           |
| ------------------------------------------- | ----------- | --------------------------------------------- | -------- | -------------- |
| Breite Straße 1 51° 42′ 19″ N, 9° 59′ 57″ O | Wohnhaus    |                                               |          | Weitere Bilder |
| Breite Straße 2 51° 42′ 19″ N, 9° 59′ 57″ O | Wohnhaus    |                                               |          | Weitere Bilder |
| Breite Straße 3 51° 42′ 19″ N, 9° 59′ 58″ O | Wohnhaus    |                                               |          | Weitere Bilder |
| Breite Straße 4 51° 42′ 19″ N, 9° 59′ 58″ O | Wohnhaus    |                                               |          | Weitere Bilder |
| Breite Straße 5 51° 42′ 19″ N, 9° 59′ 58″ O | Wohnhaus    |                                               |          | Weitere Bilder |
| Breite Straße 6 51° 42′ 19″ N, 9° 59′ 59″ O | Wohnhaus    |                                               | 38458694 | Weitere Bilder |
| Breite Straße 7 51° 42′ 19″ N, 10° 0′ 0″ O  | Wohnhaus    | Dreigeschossiger Ständer-Geschossbau von 1832 |          | Weitere Bilder |
| Breite Straße 8 51° 42′ 19″ N, 10° 0′ 0″ O  | Wohnhaus    |                                               |          | Weitere Bilder |
| Breite Straße 9 51° 42′ 19″ N, 10° 0′ 1″ O  | Wohnhaus    |                                               |          | Weitere Bilder |
| Breite Straße 10 51° 42′ 19″ N, 10° 0′ 1″ O | Wohnhaus    |                                               |          | Weitere Bilder |
| Breite Straße 11 51° 42′ 19″ N, 10° 0′ 1″ O | Wohnhaus    |                                               |          | Weitere Bilder |

Der Straßenabschnitt Breite Straße 12–35 ist heterogener als der vorhergehende Abschnitt gestaltet.

| Lage                                         | Bezeichnung  | Beschreibung | ID | Bild           |
| -------------------------------------------- | ------------ | --- | -- | -------------- |
| Breite Straße 12 51° 42′ 20″ N, 10° 0′ 2″ O  | Wohnhaus     | |    | Weitere Bilder |
| Breite Straße 13 51° 42′ 20″ N, 10° 0′ 3″ O  | Wohnhaus     | |    | Weitere Bilder |
| Breite Straße 14 51° 42′ 20″ N, 10° 0′ 3″ O  | Wohnhaus     | |    | Weitere Bilder |
| Breite Straße 15 51° 42′ 20″ N, 10° 0′ 3″ O  | Wohnhaus     | |    | Weitere Bilder |
| Breite Straße 16 51° 42′ 20″ N, 10° 0′ 3″ O  | Wohnhaus     | Das Haus wurde in der zweiten Hälfte des 18. Jahrhunderts erbaut. Es ist ein zweigeschossiges, traufständiges Haus mit einem Zwerchhaus, welches fast die gesamte Breite des Hauses einnimmt. |    | Weitere Bilder |
| Breite Straße 17 51° 42′ 20″ N, 10° 0′ 4″ O  | Wohnhaus     | |    | Weitere Bilder |
| Breite Straße 18 51° 42′ 20″ N, 10° 0′ 5″ O  | Wohnhaus     | |    | Weitere Bilder |
| Breite Straße 19 51° 42′ 20″ N, 10° 0′ 6″ O  | Wohnhaus     | |    | Weitere Bilder |
| Breite Straße 20 51° 42′ 20″ N, 10° 0′ 6″ O  | Wohnhaus     | |    | Weitere Bilder |
| Breite Straße 21 51° 42′ 21″ N, 10° 0′ 7″ O  | Wohnhaus     | |    | Weitere Bilder |
| Breite Straße 22 51° 42′ 21″ N, 10° 0′ 7″ O  | Wohnhaus     | |    | Weitere Bilder |
| Breite Straße 22 51° 42′ 17″ N, 9° 59′ 53″ O | Nebengebäude | |    | Weitere Bilder |
| Breite Straße 23 51° 42′ 21″ N, 10° 0′ 7″ O  | Wohnhaus     | |    | Weitere Bilder |
| Breite Straße 24 51° 42′ 21″ N, 10° 0′ 8″ O  | Hotel        | |    | Weitere Bilder |
| Breite Straße 25 51° 42′ 21″ N, 10° 0′ 8″ O  | Wohnhaus     | |    | Weitere Bilder |
| Breite Straße 26 51° 42′ 21″ N, 10° 0′ 9″ O  | Wohnhaus     | |    | Weitere Bilder |
| Breite Straße 27 51° 42′ 21″ N, 10° 0′ 9″ O  | Wohnhaus     | |    | Weitere Bilder |
| Breite Straße 28 51° 42′ 21″ N, 10° 0′ 10″ O | Wohnhaus     | |    | Weitere Bilder |
| Breite Straße 29 51° 42′ 21″ N, 10° 0′ 10″ O | Wohnhaus     | |    | Weitere Bilder |
| Breite Straße 30 51° 42′ 21″ N, 10° 0′ 10″ O | Wohnhaus     | |    | Weitere Bilder |
| Breite Straße 31 51° 42′ 22″ N, 10° 0′ 11″ O | Wohnhaus     | |    | Weitere Bilder |
| Breite Straße 32 51° 42′ 21″ N, 10° 0′ 11″ O | Wohnhaus     | |    | Weitere Bilder |
| Breite Straße 33 51° 42′ 22″ N, 10° 0′ 12″ O | Wohnhaus     | |    | Weitere Bilder |
| Breite Straße 34 51° 42′ 22″ N, 10° 0′ 12″ O | Wohnhaus     | |    | Weitere Bilder |
| Breite Straße 35 51° 42′ 21″ N, 10° 0′ 12″ O | Wohnhaus     | |    | Weitere Bilder |

Der Straßenabschnitt zwischen Breite Straße 36 und 54 enthält einige qualitätsvolle Bauen.

| Lage                                         | Bezeichnung                                 | Beschreibung | ID | Bild           |
| -------------------------------------------- | ------------------------------------------- | --- | -- | -------------- |
| Breite Straße 36 51° 42′ 22″ N, 10° 0′ 11″ O | Apotheke                                    | Dreigeschossiger Massivbau in Ecklage, für Schlachtermeister H. Robert 1908 errichtet                                                                   |    | Weitere Bilder |
| Breite Straße 37 51° 42′ 22″ N, 10° 0′ 10″ O | Wohnhaus, sogenanntes Kassebeerscheshaus    | Repräsentativer traufständiger Ständer-Geschossbau von 1566; um 1600 wurde in der rechten Hausfront eine vierachsige Utlucht vorgelegt                  |    | Weitere Bilder |
| Breite Straße 38 51° 42′ 22″ N, 10° 0′ 10″ O | Gasthof                                     | Lang gestreckter traufständiger Fachwerkbau, 1722 als Fuhrmannsgasthof errichtet, seit 1840 als „Goldener Lowe“ bezeichnet, Erdgeschoss massiv erneuert |    | Weitere Bilder |
| Breite Straße 39 51° 42′ 22″ N, 10° 0′ 9″ O  | Wohnhaus                                    | |    | Weitere Bilder |
| Breite Straße 40 51° 42′ 22″ N, 10° 0′ 9″ O  | Wohnhaus                                    | |    | Weitere Bilder |
| Breite Straße 41 51° 42′ 22″ N, 10° 0′ 8″ O  | Wohnhaus                                    | Ständer-Geschossbau, um 1600, Erdgeschoss entkernt |    | Weitere Bilder |
| Breite Straße 42 51° 42′ 22″ N, 10° 0′ 8″ O  | Wohnhaus, ehemaliges Plessisches Lehenshaus | Ständer-Geschossbau, um 1600, Erdgeschoss entkernt |    | Weitere Bilder |
| Breite Straße 43 51° 42′ 22″ N, 10° 0′ 8″ O  | Wohnhaus                                    | |    | Weitere Bilder |
| Breite Straße 44 51° 42′ 21″ N, 10° 0′ 7″ O  | Wohnhaus                                    | Ständer-Geschossbau |    | Weitere Bilder |
| Breite Straße 45 51° 42′ 21″ N, 10° 0′ 7″ O  | Wohnhaus                                    | Ständer-Geschossbau, vermutlich um 1600 errichtet |    | Weitere Bilder |
| Breite Straße 46 51° 42′ 21″ N, 10° 0′ 6″ O  | Wohnhaus                                    | |    | Weitere Bilder |
| Breite Straße 47 51° 42′ 21″ N, 10° 0′ 6″ O  | Wohnhaus                                    | |    | Weitere Bilder |
| Breite Straße 48 51° 42′ 21″ N, 10° 0′ 6″ O  | Wohnhaus                                    | Zweigeschossiger, stockwerksweise abgezimmerter Fachwerkbau, um 1700                                                                                    |    | Weitere Bilder |
| Breite Straße 49 51° 42′ 21″ N, 10° 0′ 5″ O  | Wohnhaus                                    | Sechgebindiger Ständer-Geschossbau, Mitte 16. Jahrhundert, erheblich verändert                                                                          |    | Weitere Bilder |
| Breite Straße 50 51° 42′ 21″ N, 10° 0′ 5″ O  | Wohn- und Geschäftshaus                     | Massiver Ziegelbau, 1910 für Schlachtermeister Karl Zick errichtet                                                                                      |    | Weitere Bilder |
| Breite Straße 51 51° 42′ 21″ N, 10° 0′ 4″ O  | Wohn- und Geschäftshaus                     | Massiver Ziegelbau, 1895 für Gastwirt Wilhelm Müller errichtet                                                                                          |    | Weitere Bilder |
| Breite Straße 52 51° 42′ 21″ N, 10° 0′ 4″ O  | Wohnhaus                                    | |    | Weitere Bilder |
| Breite Straße 53 51° 42′ 21″ N, 10° 0′ 3″ O  | Wohnhaus                                    | |    | Weitere Bilder |
| Breite Straße 54 51° 42′ 21″ N, 10° 0′ 3″ O  | Wohnhaus                                    | Dreiachsiger Ständer-Geschossbau |    | Weitere Bilder |

Die Häuserzeile Breite Straße 55–65 ist das Ergebnis des Wiederaufbaus nach dem Stadtbrand 1832, bei dem das Rathaus und der Althausbestand in dessen Umgebung ein Raub der Flammen wurde.

| Lage                                         | Bezeichnung             | Beschreibung | ID | Bild           |
| -------------------------------------------- | ----------------------- | --- | -- | -------------- |
| Breite Straße 55 51° 42′ 20″ N, 10° 0′ 0″ O  | Wohnhaus                | |    | Weitere Bilder |
| Breite Straße 56 51° 42′ 20″ N, 10° 0′ 0″ O  | Wohnhaus                | |    | Weitere Bilder |
| Breite Straße 57 51° 42′ 20″ N, 10° 0′ 0″ O  | Wohnhaus                | |    | Weitere Bilder |
| Breite Straße 58 51° 42′ 20″ N, 9° 59′ 59″ O | Wohnhaus                | |    | Weitere Bilder |
| Breite Straße 59 51° 42′ 20″ N, 9° 59′ 59″ O | Hotel Sonne             | Stattlicher Fachwerkbau, 1832 als Ersatzbau für das damals abgebrannte Gebäude für Johann Georg Sonne errichtet                                                                                  |    | Weitere Bilder |
| Breite Straße 60 51° 42′ 20″ N, 9° 59′ 57″ O | Wohnhaus                | |    | Weitere Bilder |
| Breite Straße 61 51° 42′ 19″ N, 9° 59′ 57″ O | Wohnhaus                | |    | Weitere Bilder |
| Breite Straße 62 51° 42′ 19″ N, 9° 59′ 56″ O | Wohnhaus                | |    | Weitere Bilder |
| Breite Straße 63 51° 42′ 19″ N, 9° 59′ 56″ O | Wohnhaus                | |    | Weitere Bilder |
| Breite Straße 64 51° 42′ 19″ N, 9° 59′ 56″ O | Wohnhaus                | |    | Weitere Bilder |
| Breite Straße 65 51° 42′ 19″ N, 9° 59′ 56″ O | Wohn- und Geschäftshaus | Dreigeschossiger Ziegelbau mit Werksteingliederung, 1900 durch Maurermeister Frankenberg für Bankier Adolf Müller errichtet, Ersatzbau für das 1832 durch Brand zerstörte Knochenhauer-Gildehaus |    | Weitere Bilder |

#### Schaupenstiel
Die südliche Häuserzeile Schaupenstiel 1–6 wurde 1821 durch Brand zerstört und ersetzt.

| Lage                                         | Bezeichnung                          | Beschreibung | ID       | Bild           |
| -------------------------------------------- | ------------------------------------ | --- | -------- | -------------- |
| Schaupenstiel 1 51° 42′ 22″ N, 10° 0′ 13″ O  | Wohnhaus                             | |          | Weitere Bilder |
| Schaupenstiel 2 51° 42′ 21″ N, 10° 0′ 13″ O  | Wohnhaus                             | |          | Weitere Bilder |
| Schaupenstiel 3 51° 42′ 22″ N, 10° 0′ 14″ O  | Wohnhaus                             | |          | Weitere Bilder |
| Schaupenstiel 4 51° 42′ 21″ N, 10° 0′ 13″ O  | Wohnhaus                             | |          | Weitere Bilder |
| Schaupenstiel 5 51° 42′ 22″ N, 10° 0′ 14″ O  | Wohnhaus                             | |          | Weitere Bilder |
| Schaupenstiel 6 51° 42′ 21″ N, 10° 0′ 13″ O  | Wohnhaus                             | |          | Weitere Bilder |
| Schaupenstiel 7 51° 42′ 22″ N, 10° 0′ 15″ O  | Wohnhaus                             | |          | Weitere Bilder |
| Schaupenstiel 8 51° 42′ 21″ N, 10° 0′ 14″ O  | Wohnhaus                             | Zweigeschossiges, traufständiger Fachwerkbau, kurz nach 1700, mit in Nordheim singulären Zierformen (rautenförmige Zierverstrebungen, K-Streben und „Wilder Mann“) |          | Weitere Bilder |
| Schaupenstiel 9 51° 42′ 22″ N, 10° 0′ 16″ O  | Wohnhaus                             | Fachwerkbau mit vom Erdgeschoss ins Zwischengeschoss durchlaufenden Ständern, frühes 16. Jahrhundert                                                               |          | Weitere Bilder |
| Schaupenstiel 10 51° 42′ 21″ N, 10° 0′ 14″ O | Wohnhaus                             | |          | Weitere Bilder |
| Schaupenstiel 11 51° 42′ 22″ N, 10° 0′ 16″ O | Wohnhaus                             | |          | Weitere Bilder |
| Schaupenstiel 12 51° 42′ 21″ N, 10° 0′ 14″ O | Wohnhaus                             | |          | Weitere Bilder |
| Schaupenstiel 13 51° 42′ 22″ N, 10° 0′ 17″ O | Wohnhaus                             | |          | Weitere Bilder |
| Schaupenstiel 15 51° 42′ 23″ N, 10° 0′ 17″ O | Wohnhaus, sogenanntes Corvinius-Haus | Neungebindiges traufständiges Fachwerkhaus in Ständer-Geschoßbauweise, frühes 16. Jahrhundert                                                                      | 38446172 | Weitere Bilder |
| Schaupenstiel 16 51° 42′ 21″ N, 10° 0′ 15″ O | Wohnhaus                             | | 38444909 | Weitere Bilder |
| Schaupenstiel 18 51° 42′ 21″ N, 10° 0′ 15″ O | Wohn-/Wirtschaftsgebäude             | | 38444932 | Weitere Bilder |
| Schaupenstiel 20 51° 42′ 22″ N, 10° 0′ 17″ O | Ehemalige Brauerei                   | | 38444970 | Weitere Bilder |

### Markt
Der Marktplatz verändert sein Aussehen stark nach den beiden verheerenden Stadtbränden 1832 und 1832. Am 28./29. Mai 1832 wurden insgesamt 33 Wohnhäuser und 43 Nebengebäude zerstört, darunter auch das Rathaus aus dem 16. Jahrhundert, das an der Südseite des Markts gestanden hat. Am 6. Oktober 1892 brach ein Brand im Haus Breite Straße 52 aus, bei dem die östliche Marktseite (Markt 1–11) zerstört wurden. Dieser Bereich wurde bewusst nicht in Fachwerk-, sondern in Massivbauweise mit Backstein, Bruchstein und Haustein wiederaufgebaut.

| Lage                                | Bezeichnung             | Beschreibung | ID | Bild           |
| ----------------------------------- | ----------------------- | --- | -- | -------------- |
| Markt 1 51° 42′ 21″ N, 10° 0′ 2″ O  | Wohn- und Geschäftshaus | |    | Weitere Bilder |
| Markt 2 51° 42′ 21″ N, 10° 0′ 2″ O  | Wohn- und Geschäftshaus | |    | Weitere Bilder |
| Markt 3 51° 42′ 21″ N, 10° 0′ 2″ O  | Wohn- und Geschäftshaus | |    | Weitere Bilder |
| Markt 4 51° 42′ 22″ N, 10° 0′ 2″ O  | Wohn- und Geschäftshaus | Das Wohn- und Geschäftshaus wurde im Jahre 1894 erbaut. Es ist ein dreigeschossiges, traufständiges Haus mit einem Satteldach und einem hohen Zwerchhaus. |    | Weitere Bilder |
| Markt 5 51° 42′ 22″ N, 10° 0′ 2″ O  | Wohn- und Geschäftshaus | |    | Weitere Bilder |
| Markt 6 51° 42′ 22″ N, 10° 0′ 2″ O  | Wohn- und Geschäftshaus | |    | Weitere Bilder |
| Markt 7 51° 42′ 22″ N, 10° 0′ 2″ O  | Wohn-Geschäftshaus      | Das Haus wurde 1893 erbaut. |    | Weitere Bilder |
| Markt 8 51° 42′ 22″ N, 10° 0′ 2″ O  | Wohn- und Geschäftshaus | Auf einer Inschrift ist 1893 als Baujahr markiert. Es ist ein dreigeschossiges, traufständiges Wohnhaus mit markanten Zwerchhäusern.                      |    | Weitere Bilder |
| Markt 9 51° 42′ 23″ N, 10° 0′ 2″ O  | Wohnhaus                | |    | Weitere Bilder |
| Markt 10 51° 42′ 23″ N, 10° 0′ 2″ O | Kino                    | Dreigeschossiger Ziegelbau, für Gastwirt D. Heidelmann um 1893 erbaut, Fassade im Erdgeschoss 1923 und 1936 für den Kinoanbau verändert                   |    | Weitere Bilder |
| Markt 11 51° 42′ 24″ N, 10° 0′ 2″ O | Wohn-Geschäftshaus      | Dreigeschossiges Eckhaus in Ziegelmauerwerk, mit eckbetonendem Erker, für Kaufmann J. Bruns 1893 erbaut                                                   |    | Weitere Bilder |

| Lage                                | Bezeichnung                                                    | Beschreibung | ID       | Bild           |
| ----------------------------------- | -------------------------------------------------------------- | --- | -------- | -------------- |
| Markt 14 51° 42′ 23″ N, 10° 0′ 0″ O | Ehemalige Marktkapelle St. Fabian und Sebastian und Hauptwache | Die Marktkapelle wurde ab 1354 erbaut. Sie erinnert an die Pest, die 1346 wütete. Im 18. Jahrhundert sollte die Hauptwache in die Kapelle verlegt werden. Nach Widerständen der Bürgervorsteher wurde eine Hauptwache direkt südlich an die Kapelle im Jahre 1734 angebaut. | 38442589 | Weitere Bilder |

Die Wiederaufbauten der Häuserzeile Am Markt 18–21 aus der ersten Hälfte des 19. Jahrhunderts bestehen aus dreigeschossigen Fachwerkbauten.

| Lage                                 | Bezeichnung | Beschreibung | ID | Bild           |
| ------------------------------------ | ----------- | ------------ | -- | -------------- |
| Markt 18 51° 42′ 22″ N, 9° 59′ 59″ O | Wohnhaus    |              |    | Weitere Bilder |
| Markt 19 51° 42′ 22″ N, 9° 59′ 59″ O | Wohnhaus    |              |    | Weitere Bilder |
| Markt 20 51° 42′ 21″ N, 10° 0′ 0″ O  | Wohnhaus    |              |    | Weitere Bilder |
| Markt 21 51° 42′ 21″ N, 10° 0′ 0″ O  | Wohnhaus    |              |    | Weitere Bilder |

### Entenmarkt
| Lage                                     | Bezeichnung                  | Beschreibung | ID | Bild           |
| ---------------------------------------- | ---------------------------- | --- | -- | -------------- |
| Entenmarkt 2 51° 42′ 24″ N, 10° 0′ 8″ O  | Sogenannte Predigerhaus      | Zweigeschossiger Fachwerkbau mit Krüppelwalmdach von 1779. Eine vorgelegte Freitreppe erschließt das Haus von Westen. |    | Weitere Bilder |
| Entenmarkt 3 51° 42′ 24″ N, 10° 0′ 8″ O  | Sogenanntes Rumannsches Haus | Zweigeschossiger traufständiger Fachwerk mit doppelläufiger Freitreppe und wurde von 1768 bis 1770 von dem Oberamtmann Johann Levin Christoph Rumann unter Einbeziehung einer mittelalterlichen Steinkammer erbaut. Zuvor stand an der Stelle ein Brauhaus. Von 1842 bis 1847 befand sich in dem Haus das Rathaus.             |    | Weitere Bilder |
| Entenmarkt 3 51° 42′ 24″ N, 10° 0′ 8″ O  | Hinterhaus                   | |    | Weitere Bilder |
| Entenmarkt 4 51° 42′ 24″ N, 10° 0′ 6″ O  | Wohnhaus                     | Eingeschossiger Fachwerkbau |    | Weitere Bilder |
| Entenmarkt 14 51° 42′ 24″ N, 10° 0′ 5″ O | Wohnhaus                     | Das Haus an der Ecke Rathausgasse wurde am Ende des 15. Jahrhunderts erbaut. Es ist ein giebelständiges Fachwerkhaus. Im Jahre 1986 wurde es renoviert. |    | Weitere Bilder |
| Entenmarkt 15 51° 42′ 23″ N, 10° 0′ 5″ O | Ackerbürgerhaus              | Das Ackerbürgerhaus wurde im Jahre 1708 erbaut. Es ist ein zweigeschossiges, traufständiges Haus. Das obere Geschoss kragt heraus. Die Inschrift auf Oberstockschwelle lautet: „ALLES, WAS MEIN THUN UND ANFANG IST DAS GESCHEHE IN DEN NAHMEN JESU CHRIST / DER STEHE MIR BEY FRÜH UND SPATH BIS ALL MEIN THUN EIN ENDE HAT“. |    | Weitere Bilder |

### Kirchplatz
| Lage                                     | Bezeichnung                              | Beschreibung | ID | Bild           |
| ---------------------------------------- | ---------------------------------------- | --- | -- | -------------- |
| Kirchplatz 51° 42′ 19″ N, 10° 0′ 11″ O   | Evangelisch-lutherische Kirche St. Sixti | Hallenkirche mit 5/8-Chorschluss; bedeutende Orgel von Johann Wilhelm Gloger aus dem ersten Drittel des 18. Jahrhunderts |    | Weitere Bilder |
| Kirchplatz 1 51° 42′ 20″ N, 10° 0′ 10″ O | Wohnhaus                                 | |    | Weitere Bilder |
| Kirchplatz 2 51° 42′ 20″ N, 10° 0′ 10″ O | Wohnhaus                                 | Zum Beginn des 19. Jahrhunderts entstand dieses Fachwerkhaus. |    | Weitere Bilder |
| Kirchplatz 3 51° 42′ 20″ N, 10° 0′ 10″ O | Wohnhaus, ehemaliges Organistenhaus      | Das Haus hat drei Achsen und zwei Geschosse. Es wurde Anfang des 18. Jahrhunderts erbaut. |    | Weitere Bilder |
| Kirchplatz 4 51° 42′ 20″ N, 10° 0′ 11″ O | Wohnhaus                                 | Das Haus wurde Anfang des 18. Jahrhunderts erbaut. |    | Weitere Bilder |
| Kirchplatz 5 51° 42′ 20″ N, 10° 0′ 12″ O | Wohnhaus                                 | Nachfolgebau des 1821 durch den Stadtbrand zerstörten Kämmereihauses, Anfang 19. Jahrhundert |    | Weitere Bilder |
| Kirchplatz 6 51° 42′ 21″ N, 10° 0′ 12″ O | Wohnhaus                                 | Nachfolgebau des 1821 durch den Stadtbrand zerstörten Vorgängerbaus |    | Weitere Bilder |
| Kirchplatz 7 51° 42′ 20″ N, 10° 0′ 12″ O | Wohnhaus                                 | Das ehemalige Predigerwitwenhaus wurde wahrscheinlich Ende des 17. Jahrhunderts erbaut. Es ist ein traufständiges, zweigeschossiges Haus mit einem Satteldach. Durch seine querliegende Lage zum Platz schließt es den Platz ab und prägt damit das Aussehen des Kirchplatzes. |    | Weitere Bilder |
| Kirchplatz 8 51° 42′ 20″ N, 10° 0′ 13″ O | Wohnhaus                                 | Hinter dem Haus Kirchplatz 7 steht das ehemalige Konrektorhaus. Es ist ein freistehendes Fachwerkhaus mit einem Satteldach. Das Haus ist unbewohnt und zerfällt (Stand: Juli 2013, November 2017).                                                                             |    | Weitere Bilder |
| Kirchstraße 6 51° 42′ 20″ N, 10° 0′ 9″ O | Wohnhaus, ehemaliges Organistenhaus      | Spätgotischer Ständer-Geschossbau traufständig zum Kirchplatz |    | Weitere Bilder |

### Mühlenstraße

#### Einzelbaudenkmale
Der südliche Teil wurde beim Stadtbrand 1832 größtenteils zerstört.

| Lage                                                                | Bezeichnung                           | Beschreibung                                       | ID       | Bild           |
| ------------------------------------------------------------------- | ------------------------------------- | -------------------------------------------------- | -------- | -------------- |
| Mühlenstraße 1 51° 42′ 24″ N, 10° 0′ 2″ O                           | Wohnhaus                              |                                                    | 38446035 | Weitere Bilder |
| Mühlenstraße 1 51° 42′ 24″ N, 10° 0′ 3″ O                           | Steinwerk                             |                                                    | 38446057 | Weitere Bilder |
| Mühlenstraße 2 51° 42′ 24″ N, 10° 0′ 2″ O                           | Wohnhaus                              |                                                    | 38447548 |                |
| Mühlenstraße 3 51° 42′ 25″ N, 10° 0′ 2″ O                           | Wohnhaus                              |                                                    | 38447570 |                |
| Mühlenstraße 4 51° 42′ 25″ N, 10° 0′ 2″ O                           | Wohnhaus                              |                                                    | 38447592 |                |
| Mühlenstraße 5 51° 42′ 25″ N, 10° 0′ 2″ O                           | Wohnhaus                              |                                                    | 38447614 |                |
| Mühlenstraße 6 51° 42′ 25″ N, 10° 0′ 2″ O                           | Wohnhaus                              |                                                    | 38445895 |                |
| Mühlenstraße 7 51° 42′ 26″ N, 10° 0′ 2″ O                           | Wohnhaus                              |                                                    | 38447636 |                |
| Mühlenstraße 8 51° 42′ 26″ N, 10° 0′ 2″ O                           | Wohnhaus                              |                                                    | 38447680 |                |
| Mühlenstraße 9 51° 42′ 27″ N, 10° 0′ 2″ O                           | Wohnhaus                              |                                                    | 38447702 |                |
| Mühlenstraße 10 51° 42′ 27″ N, 10° 0′ 2″ O                          | Wohnhaus                              |                                                    | 38447724 |                |
| Mühlenstraße 11 51° 42′ 27″ N, 10° 0′ 2″ O                          | Wohn-/Geschäftshaus                   |                                                    | 38445917 |                |
| Mühlenstraße 12 51° 42′ 28″ N, 10° 0′ 2″ O                          | Wohnhaus                              |                                                    |          |                |
| Mühlenstraße 13 51° 42′ 28″ N, 10° 0′ 2″ O                          | Wohnhaus                              |                                                    |          | Weitere Bilder |
| Mühlenstraße 14 51° 42′ 29″ N, 10° 0′ 2″ O                          | Wohnhaus                              |                                                    |          |                |
| Mühlenstraße 15 51° 42′ 29″ N, 10° 0′ 2″ O                          | Wohnhaus, ehemaliges Torschreiberhaus |                                                    |          |                |
| Mühlenstraße 16, ehemaliges Pförtnerhaus 51° 42′ 29″ N, 10° 0′ 2″ O | Wohnhaus                              |                                                    |          |                |
| Mühlenstraße 19 51° 42′ 29″ N, 10° 0′ 1″ O                          | Wohnhaus                              | Fachwerkbau, erbaut 1778 nach Abriss der Toranlage |          | Weitere Bilder |
| Mühlenstraße 20 51° 42′ 29″ N, 10° 0′ 1″ O                          | Wohnhaus                              |                                                    |          |                |
| Mühlenstraße 21 51° 42′ 28″ N, 10° 0′ 1″ O                          | Wohnhaus                              |                                                    |          | Weitere Bilder |
| Mühlenstraße 22 51° 42′ 28″ N, 10° 0′ 1″ O                          | Wohnhaus                              |                                                    |          |                |
| Mühlenstraße 23 51° 42′ 28″ N, 10° 0′ 1″ O                          | Wohn- und Geschäftshaus               |                                                    |          |                |
| Mühlenstraße 24 51° 42′ 27″ N, 10° 0′ 1″ O                          | Wohn- und Geschäftshaus               |                                                    |          | Weitere Bilder |
| Mühlenstraße 25 51° 42′ 27″ N, 10° 0′ 1″ O                          | Wohn- und Geschäftshaus               |                                                    |          | Weitere Bilder |
| Mühlenstraße 26 51° 42′ 26″ N, 10° 0′ 1″ O                          | Wohn- und Geschäftshaus               |                                                    |          | Weitere Bilder |
| Mühlenstraße 27 51° 42′ 26″ N, 10° 0′ 1″ O                          | Wohn- und Geschäftshaus               |                                                    |          | Weitere Bilder |
| Mühlenstraße 28 51° 42′ 26″ N, 10° 0′ 1″ O                          | Wohn- und Geschäftshaus               |                                                    |          |                |
| Mühlenstraße 29 51° 42′ 25″ N, 10° 0′ 1″ O                          | Wohn- und Geschäftshaus               |                                                    |          |                |
| Mühlenstraße 30 51° 42′ 25″ N, 10° 0′ 1″ O                          | Wohn- und Geschäftshaus               |                                                    |          |                |
| Mühlenstraße 31 51° 42′ 25″ N, 10° 0′ 1″ O                          | Wohn- und Geschäftshaus               |                                                    |          |                |
| Mühlenstraße 32 51° 42′ 24″ N, 10° 0′ 1″ O                          | Wohn- und Geschäftshaus               |                                                    |          | Weitere Bilder |

### Häuserstraße
| Lage                                                                    | Bezeichnung                          | Beschreibung | ID | Bild           |
| ----------------------------------------------------------------------- | ------------------------------------ | --- | -- | -------------- |
| Häuserstraße 1 51° 42′ 23″ N, 10° 0′ 13″ O                              | Wohnhaus                             | Das Wohnhaus befindet sich an der Ecke Häuserstraße/Schaupenstiel. Erbaut wurde das Haus 1772. Es ist ein dreigeschossiges traufständiges Fachwerkhaus mit sieben Achsen. Vor dem Eingang in der mittleren Achse befindet sich eine zweiläufige Treppe. |    | Weitere Bilder |
| Häuserstraße 2 51° 42′ 23″ N, 10° 0′ 12″ O                              | Wohnhaus                             | Ständer-Geschossbau, wohl aus der ersten Hälfte des 16. Jahrhunderts, Zeugniswert durch vollständige Entkernung des Erdgeschosses erheblich beeinträchtigt                                                                                              |    | Weitere Bilder |
| Häuserstraße 3/4 51° 42′ 23″ N, 10° 0′ 12″ O                            | Wohnhaus                             | |    |                |
| Häuserstraße 5 51° 42′ 24″ N, 10° 0′ 12″ O                              | Wohnhaus                             | Fachwerkbau, 1708 |    | Weitere Bilder |
| Häuserstraße 6 51° 42′ 24″ N, 10° 0′ 12″ O                              | Wohnhaus, ehemaliges Ackerbürgerhaus | Ständergeschossbau der ersten Hälfte des 16. Jahrhunderts, 1711 „repariert“ und 1953 „erneuert“ |    | Weitere Bilder |
| Häuserstraße 7 51° 42′ 24″ N, 10° 0′ 12″ O                              | Wohnhaus                             | |    | Weitere Bilder |
| Häuserstraße 8 51° 42′ 25″ N, 10° 0′ 12″ O                              | Wohnhaus                             | Stockwerksweise abgezimmerter Fachwerkbau des frühen 18. Jahrhunderts |    | Weitere Bilder |
| Häuserstraße 9 51° 42′ 25″ N, 10° 0′ 12″ O                              | Wohnhaus                             | Stattlicher traufständiger achtachsiger Fachwerkbau aus dem ersten Drittel des 16. Jahrhunderts |    | Weitere Bilder |
| Häuserstraße 10 51° 42′ 25″ N, 10° 0′ 12″ O                             | Wohnhaus                             | |    | Weitere Bilder |
| Häuserstraße 11 51° 42′ 25″ N, 10° 0′ 12″ O                             | Wohnhaus                             | |    | Weitere Bilder |
| Häuserstraße 12 51° 42′ 26″ N, 10° 0′ 12″ O                             | Wohnhaus                             | |    | Weitere Bilder |
| Häuserstraße 13 51° 42′ 26″ N, 10° 0′ 12″ O                             | Wohnhaus                             | |    | Weitere Bilder |
| Häuserstraße 14 51° 42′ 26″ N, 10° 0′ 11″ O                             | Wohnhaus                             | Fachwerkbau von 1724 (Bauinschrift) |    | Weitere Bilder |
| Häuserstraße 15, ehemaliges Ackerbürgerhaus 51° 42′ 26″ N, 10° 0′ 11″ O | Wohnhaus                             | Giebelständiger Ständer-Geschossbau von 1587 |    | Weitere Bilder |
| Häuserstraße 16 51° 42′ 26″ N, 10° 0′ 11″ O                             | Wohnhaus                             | |    | Weitere Bilder |
| Häuserstraße 17 51° 42′ 25″ N, 10° 0′ 11″ O                             | Wohnhaus                             | |    | Weitere Bilder |
| Häuserstraße 18 51° 42′ 25″ N, 10° 0′ 11″ O                             | Wohnhaus                             | |    | Weitere Bilder |
| Häuserstraße 19 51° 42′ 24″ N, 10° 0′ 11″ O                             | Wohnhaus                             | |    | Weitere Bilder |
| Häuserstraße 20 51° 42′ 24″ N, 10° 0′ 11″ O                             | Wohnhaus                             | Ansatzweise ursprüngliche Fassade, Türsturz von 1591; Gebäude 1987 nahezu vollständig umgestaltet |    | Weitere Bilder |

### Holzhäuser Straße
Die Holzhäuserstraße spiegelt als reine Wohnstraße die Entwicklungsgeschichte des Hausbaus in Northeim vom 16. bis ins 19. Jahrhundert wider. Die Gebäude Holzhäuserstraße 1–28 sind zumeist zwei- bis dreigeschossige traufständige Fachwerkbauten. Auffallend sind die in dieser Straße zahlreichen altertümlich wirkenden Ständer-Geschossbauten. Die Häuser Holzhäuserstraße 29ff. sind Ersatzbauten.

| Lage                                            | Bezeichnung | Beschreibung | ID | Bild           |
| ----------------------------------------------- | ----------- | --- | -- | -------------- |
| Holzhäuserstraße 1 51° 42′ 26″ N, 10° 0′ 4″ O   | Wohnhaus    | |    | Weitere Bilder |
| Holzhäuserstraße 2 51° 42′ 26″ N, 10° 0′ 4″ O   | Wohnhaus    | Ständer-Geschossbau des frühen 16. Jahrhunderts                                                                             |    | Weitere Bilder |
| Holzhäuserstraße 3 51° 42′ 25″ N, 10° 0′ 4″ O   | Wohnhaus    | Ständer-Geschossbau des frühen 16. Jahrhunderts                                                                             |    | Weitere Bilder |
| Holzhäuserstraße 4 51° 42′ 26″ N, 10° 0′ 5″ O   | Wohnhaus    | |    | Weitere Bilder |
| Holzhäuserstraße 5 51° 42′ 25″ N, 10° 0′ 6″ O   | Wohnhaus    | Zweigeschossiger, stockwerksweise abgezimmerter Fachwerkbau von 1721, im 19. Jahrhundert verändertes Fachwerkgefüge         |    | Weitere Bilder |
| Holzhäuserstraße 6 51° 42′ 25″ N, 10° 0′ 6″ O   | Wohnhaus    | |    | Weitere Bilder |
| Holzhäuserstraße 7 51° 42′ 25″ N, 10° 0′ 6″ O   | Wohnhaus    | Ständer-Geschossbau, 16. Jahrhundert, Erdgeschosszone stark verändert                                                       |    | Weitere Bilder |
| Holzhäuserstraße 8 51° 42′ 25″ N, 10° 0′ 7″ O   | Wohnhaus    | Ständer-Geschossbau, 16. Jahrhundert, Erdgeschosszone stark verändert                                                       |    | Weitere Bilder |
| Holzhäuserstraße 9 51° 42′ 25″ N, 10° 0′ 7″ O   | Wohnhaus    | |    |                |
| Holzhäuserstraße 10 51° 42′ 25″ N, 10° 0′ 7″ O  | Wohnhaus    | Ständer-Geschossbau, 16. Jahrhundert                                                                                        |    | Weitere Bilder |
| Holzhäuserstraße 11 51° 42′ 25″ N, 10° 0′ 8″ O  | Wohnhaus    | Ständer-Geschossbau, 16. Jahrhundert                                                                                        |    | Weitere Bilder |
| Holzhäuserstraße 12 51° 42′ 25″ N, 10° 0′ 8″ O  | Wohnhaus    | Ständer-Geschossbau, 16. Jahrhundert                                                                                        |    | Weitere Bilder |
| Holzhäuserstraße 13 51° 42′ 25″ N, 10° 0′ 8″ O  | Wohnhaus    | Langgestreckter traufständiger dreizehnachsiger Fachwerkbau, nach dem dreißigjährigen Krieg erbaut                          |    | Weitere Bilder |
| Holzhäuserstraße 14 51° 42′ 25″ N, 10° 0′ 9″ O  | Wohnhaus    | |    | Weitere Bilder |
| Holzhäuserstraße 15 51° 42′ 25″ N, 10° 0′ 10″ O | Wohnhaus    | |    | Weitere Bilder |
| Holzhäuserstraße 16 51° 42′ 25″ N, 10° 0′ 10″ O | Wohnhaus    | |    | Weitere Bilder |
| Holzhäuserstraße 17 51° 42′ 26″ N, 10° 0′ 10″ O | Wohnhaus    | Siebengebindiger stockwerksweise abgezimmerter Fachwerkbau von 1714                                                         |    | Weitere Bilder |
| Holzhäuserstraße 18 51° 42′ 26″ N, 10° 0′ 10″ O | Wohnhaus    | Fachwerkbau von 1714 |    | Weitere Bilder |
| Holzhäuserstraße 19 51° 42′ 26″ N, 10° 0′ 10″ O | Wohnhaus    | |    | Weitere Bilder |
| Holzhäuserstraße 20 51° 42′ 26″ N, 10° 0′ 9″ O  | Wohnhaus    | Fachwerkbau, Mitte des 19. Jahrhunderts                                                                                     |    | Weitere Bilder |
| Holzhäuserstraße 21 51° 42′ 26″ N, 10° 0′ 9″ O  | Wohnhaus    | Fachwerkbau, Mitte des 19. Jahrhunderts                                                                                     |    | Weitere Bilder |
| Holzhäuserstraße 22 51° 42′ 26″ N, 10° 0′ 9″ O  | Wohnhaus    | Fachwerkbau, nach dem dreißigjährigen Krieg erbaut                                                                          |    | Weitere Bilder |
| Holzhäuserstraße 23 51° 42′ 26″ N, 10° 0′ 8″ O  | Wohnhaus    | |    | Weitere Bilder |
| Holzhäuserstraße 24 51° 42′ 26″ N, 10° 0′ 8″ O  | Wohnhaus    | Fachwerkbau, nach dem dreißigjährigen Krieg erbaut                                                                          |    | Weitere Bilder |
| Holzhäuserstraße 25 51° 42′ 26″ N, 10° 0′ 8″ O  | Wohnhaus    | Erbaut 1710 wie die Nachbargebäude als typisches Ackerbürgerhaus. Von 1800 bis 1942 als Schusterei genutzt, danach Wohnhaus |    | Weitere Bilder |
| Holzhäuserstraße 26 51° 42′ 26″ N, 10° 0′ 8″ O  | Wohnhaus    | Dreigeschossiger traufständiger Ständer-Geschossbau, 16. Jahrhundert                                                        |    | Weitere Bilder |
| Holzhäuserstraße 27 51° 42′ 26″ N, 10° 0′ 7″ O  | Wohnhaus    | |    | Weitere Bilder |
| Holzhäuserstraße 28 51° 42′ 26″ N, 10° 0′ 7″ O  | Wohnhaus    | Dreigeschossiger traufständiger Ständer-Geschossbau, 16. Jahrhundert                                                        |    | Weitere Bilder |

### Hagenstraße
Die Gebäude Hagenstraße 10, 12 und 27 gehen noch aufs 16. Jahrhundert zurück. Die meisten Häuser entstammen dem frühen 18. Jahrhundert.

| Lage                                        | Bezeichnung | Beschreibung | ID | Bild           |
| ------------------------------------------- | ----------- | --- | -- | -------------- |
| Kurze Straße 7 51° 42′ 16″ N, 9° 59′ 56″ O  | Wohnhaus    | |    | Weitere Bilder |
| Kurze Straße 10 51° 42′ 17″ N, 9° 59′ 57″ O | Wohnhaus    | |    | Weitere Bilder |
| Hagenstraße 3 51° 42′ 18″ N, 9° 59′ 59″ O   | Wohnhaus    | |    | Weitere Bilder |
| Hagenstraße 4 51° 42′ 17″ N, 9° 59′ 59″ O   | Wohnhaus    | |    | Weitere Bilder |
| Hagenstraße 5 51° 42′ 17″ N, 10° 0′ 0″ O    | Wohnhaus    | |    | BW             |
| Hagenstraße 6 51° 42′ 17″ N, 10° 0′ 0″ O    | Wohnhaus    | |    | Weitere Bilder |
| Hagenstraße 7 51° 42′ 17″ N, 10° 0′ 0″ O    | Wohnhaus    | |    | Weitere Bilder |
| Hagenstraße 8 51° 42′ 17″ N, 10° 0′ 0″ O    | Wohnhaus    | |    | Weitere Bilder |
| Hagenstraße 9 51° 42′ 17″ N, 10° 0′ 1″ O    | Wohnhaus    | |    | Weitere Bilder |
| Wassergasse 5 51° 42′ 17″ N, 10° 0′ 2″ O    | Wohnhaus    | |    | Weitere Bilder |
| Hagenstraße 10 51° 42′ 17″ N, 10° 0′ 2″ O   | Wohnhaus    | Dreigeschossiger, traufständiges Ständer-Geschossbau aus der zweiten Hälfte des 16. Jahrhunderts                                                                                     |    | Weitere Bilder |
| Hagenstraße 11 51° 42′ 18″ N, 10° 0′ 3″ O   | Wohnhaus    | |    | Weitere Bilder |
| Hagenstraße 12 51° 42′ 18″ N, 10° 0′ 3″ O   | Wohnhaus    | Dreigeschossiger, traufständiges Ständer-Geschossbau, 1575 (Bauinschrift) |    | Weitere Bilder |
| Hagenstraße 13 51° 42′ 18″ N, 10° 0′ 4″ O   | Wohnhaus    | Fachwerkhaus. zweite Hälfte 18. Jahrhundert |    | Weitere Bilder |
| Hagenstraße 14 51° 42′ 18″ N, 10° 0′ 5″ O   | Wohnhaus    | |    | Weitere Bilder |
| Hagenstraße 15 51° 42′ 18″ N, 10° 0′ 5″ O   | Wohnhaus    | Fachwerkhaus von 1707 (Bauinschrift) |    | Weitere Bilder |
| Hagenstraße 16 51° 42′ 18″ N, 10° 0′ 5″ O   | Wohnhaus    | Das Haus wurde einer Inschrift nach im Jahre 1707 erbaut. Heute befindet sich hier ein Kindergarten.                                                                                 |    | Weitere Bilder |
| Hagenstraße 17 51° 42′ 18″ N, 10° 0′ 7″ O   | Wohnhaus    | |    | Weitere Bilder |
| Hagenstraße 18 51° 42′ 19″ N, 10° 0′ 8″ O   | Stadtschule | Die ehemalige Stadtschule bildet den Abschluss der Hagenstraße zum Kirchplatz. Die Schule wurde 1815 erbaut und 1861 erweitert. Es ist ein zweigeschossiges Haus mit einem Walmdach. |    | Weitere Bilder |
| Hagenstraße 22 51° 42′ 19″ N, 10° 0′ 7″ O   | Wohnhaus    | |    | Weitere Bilder |
| Hagenstraße 23 51° 42′ 19″ N, 10° 0′ 7″ O   | Wohnhaus    | |    | Weitere Bilder |
| Hagenstraße 24 51° 42′ 19″ N, 10° 0′ 6″ O   | Wohnhaus    | |    | Weitere Bilder |
| Hagenstraße 25 51° 42′ 19″ N, 10° 0′ 6″ O   | Wohnhaus    | |    | Weitere Bilder |
| Hagenstraße 27 51° 42′ 19″ N, 10° 0′ 5″ O   | Wohnhaus    | Sechsgebindiger Ständer-Geschossbau, Mitte 16. Jahrhundert |    | Weitere Bilder |
| Hagenstraße 28 51° 42′ 18″ N, 10° 0′ 4″ O   | Wohnhaus    | |    | Weitere Bilder |
| Hagenstraße 29 51° 42′ 18″ N, 10° 0′ 4″ O   | Wohnhaus    | |    | Weitere Bilder |
| Hagenstraße 31 51° 42′ 18″ N, 10° 0′ 4″ O   | Wohnhaus    | |    | Weitere Bilder |
| Hagenstraße 32 51° 42′ 18″ N, 10° 0′ 3″ O   | Wohnhaus    | |    | Weitere Bilder |
| Hagenstraße 33 51° 42′ 18″ N, 10° 0′ 2″ O   | Wohnhaus    | |    | Weitere Bilder |
| Hagenstraße 34 51° 42′ 18″ N, 10° 0′ 1″ O   | Wohnhaus    | |    | Weitere Bilder |
| Hagenstraße 35 51° 42′ 18″ N, 10° 0′ 1″ O   | Wohnhaus    | |    | Weitere Bilder |
| Hagenstraße 36 51° 42′ 17″ N, 10° 0′ 0″ O   | Wohnhaus    | |    | Weitere Bilder |
| Hagenstraße 37 51° 42′ 17″ N, 9° 59′ 59″ O  | Wohnhaus    | |    | Weitere Bilder |
| Hagenstraße 38 51° 42′ 17″ N, 9° 59′ 59″ O  | Wohnhaus    | |    | Weitere Bilder |
| Hagenstraße 39 51° 42′ 17″ N, 9° 59′ 58″ O  | Wohnhaus    | |    | Weitere Bilder |
| Hagenstraße 40 51° 42′ 17″ N, 9° 59′ 58″ O  | Wohnhaus    | |    | Weitere Bilder |

Zur Grupper baulicher Anlagen Kirchplatz zählen noch:

| Lage                                      | Bezeichnung | Beschreibung | ID | Bild           |
| ----------------------------------------- | ----------- | ------------ | -- | -------------- |
| Hagenstraße 19 51° 42′ 20″ N, 10° 0′ 9″ O | Wohnhaus    |              |    | Weitere Bilder |
| Kirchstraße 5 51° 42′ 20″ N, 10° 0′ 8″ O  | Wohnhaus    |              |    | Weitere Bilder |

### Neustadt
Mit der Bebauung des Areal wurde in der zweiten Hälfte des 14. Jahrhunderts im Bereich zwischen Mühlenstraße und Zissekengasse begonnen. Mitte des 16. Jahrhunderts gab es bereits 76 Bauten. Zahlreiche Gebäude wurden im Dreißigjährigen Krieg vernichtet. Die Häuser Neustadt 1–24 sind dem Brand von 1846 zum Opfer gefallen. 1851 wurden die Gebäude Heustadt 44–50 durch Brand zerstört. Das Straßenbild ist von zwei- und dreigeschossigen Fachwerkbauten geprägt. Die ältesten Gebäude wurden im frühen 18. Jahrhundert errichtet, der überwiegende Teil stammt aus der zweiten Hälfte des 19. Jahrhunderts.

| Lage                                    | Bezeichnung | Beschreibung | ID       | Bild           |
| --------------------------------------- | ----------- | --- | -------- | -------------- |
| Neustadt 1 51° 42′ 27″ N, 10° 0′ 1″ O   | Wohnhaus    | |          | Weitere Bilder |
| Neustadt 2 51° 42′ 27″ N, 9° 59′ 59″ O  | Wohnhaus    | |          | Weitere Bilder |
| Neustadt 3 51° 42′ 27″ N, 9° 59′ 58″ O  | Wohnhaus    | |          | Weitere Bilder |
| Neustadt 4 51° 42′ 27″ N, 9° 59′ 58″ O  | Wohnhaus    | |          | Weitere Bilder |
| Neustadt 5 51° 42′ 27″ N, 9° 59′ 58″ O  | Wohnhaus    | |          | Weitere Bilder |
| Neustadt 6 51° 42′ 27″ N, 9° 59′ 57″ O  | Wohnhaus    | |          | Weitere Bilder |
| Neustadt 7 51° 42′ 27″ N, 9° 59′ 56″ O  | Wohnhaus    | | 38442860 | Weitere Bilder |
| Neustadt 8 51° 42′ 27″ N, 9° 59′ 56″ O  | Wohnhaus    | |          | Weitere Bilder |
| Neustadt 9 51° 42′ 27″ N, 9° 59′ 55″ O  | Wohnhaus    | |          | Weitere Bilder |
| Neustadt 10 51° 42′ 27″ N, 9° 59′ 55″ O | Wohnhaus    | |          | Weitere Bilder |
| Neustadt 11 51° 42′ 27″ N, 9° 59′ 54″ O | Wohnhaus    | |          | Weitere Bilder |
| Neustadt 12 51° 42′ 27″ N, 9° 59′ 54″ O | Wohnhaus    | |          | Weitere Bilder |
| Neustadt 13 51° 42′ 27″ N, 9° 59′ 54″ O | Wohnhaus    | |          | Weitere Bilder |
| Neustadt 14 51° 42′ 27″ N, 9° 59′ 53″ O | Wohnhaus    | |          | Weitere Bilder |
| Neustadt 15 51° 42′ 27″ N, 9° 59′ 53″ O | Wohnhaus    | |          | Weitere Bilder |
| Neustadt 16 51° 42′ 27″ N, 9° 59′ 53″ O | Wohnhaus    | |          | Weitere Bilder |
| Neustadt 17 51° 42′ 27″ N, 9° 59′ 52″ O | Wohnhaus    | |          | Weitere Bilder |
| Neustadt 18 51° 42′ 27″ N, 9° 59′ 52″ O | Wohnhaus    | |          | Weitere Bilder |
| Neustadt 19 51° 42′ 27″ N, 9° 59′ 51″ O | Wohnhaus    | |          | Weitere Bilder |
| Neustadt 20 51° 42′ 27″ N, 9° 59′ 51″ O | Wohnhaus    | |          | Weitere Bilder |
| Neustadt 21 51° 42′ 27″ N, 9° 59′ 50″ O | Wohnhaus    | |          | Weitere Bilder |
| Neustadt 22 51° 42′ 27″ N, 9° 59′ 50″ O | Wohnhaus    | |          | Weitere Bilder |
| Neustadt 23 51° 42′ 27″ N, 9° 59′ 49″ O | Wohnhaus    | |          | Weitere Bilder |
| Neustadt 24 51° 42′ 27″ N, 9° 59′ 49″ O | Wohnhaus    | |          | Weitere Bilder |
| Neustadt 25 51° 42′ 27″ N, 9° 59′ 48″ O | Wohnhaus    | |          | Weitere Bilder |
| Neustadt 26 51° 42′ 27″ N, 9° 59′ 48″ O | Wohnhaus    | |          | Weitere Bilder |
| Neustadt 27 51° 42′ 27″ N, 9° 59′ 48″ O | Wohnhaus    | Dreiachsiger Fachwerkbau, wohl aus der ersten Hälfte des 18. Jahrhunderts                                             |          | Weitere Bilder |
| Neustadt 28 51° 42′ 27″ N, 9° 59′ 47″ O | Wohnhaus    | |          | Weitere Bilder |
| Neustadt 29 51° 42′ 27″ N, 9° 59′ 47″ O | Wohnhaus    | |          | Weitere Bilder |
| Neustadt 30 51° 42′ 27″ N, 9° 59′ 47″ O | Wohnhaus    | |          | Weitere Bilder |
| Neustadt 31 51° 42′ 27″ N, 9° 59′ 46″ O | Wohnhaus    | |          | Weitere Bilder |
| Neustadt 32 51° 42′ 27″ N, 9° 59′ 46″ O | Wohnhaus    | Dreiachsiger Fachwerkbau, wohl aus der ersten Hälfte des 18. Jahrhunderts                                             |          | Weitere Bilder |
| Neustadt 33 51° 42′ 27″ N, 9° 59′ 46″ O | Wohnhaus    | |          | Weitere Bilder |
| Neustadt 34 51° 42′ 27″ N, 9° 59′ 46″ O | Wohnhaus    | |          | Weitere Bilder |
| Neustadt 35 51° 42′ 27″ N, 9° 59′ 45″ O | Wohnhaus    | |          | Weitere Bilder |
| Neustadt 37 51° 42′ 26″ N, 9° 59′ 46″ O | Wohnhaus    | | 38407625 | Weitere Bilder |
| Neustadt 38 51° 42′ 26″ N, 9° 59′ 46″ O | Wohnhaus    | |          | Weitere Bilder |
| Neustadt 39 51° 42′ 26″ N, 9° 59′ 46″ O | Wohnhaus    | |          | Weitere Bilder |
| Neustadt 40 51° 42′ 26″ N, 9° 59′ 47″ O | Wohnhaus    | |          |                |
| Neustadt 41 51° 42′ 26″ N, 9° 59′ 47″ O | Wohnhaus    | |          |                |
| Neustadt 42 51° 42′ 26″ N, 9° 59′ 47″ O | Wohnhaus    | |          |                |
| Neustadt 43 51° 42′ 26″ N, 9° 59′ 48″ O | Wohnhaus    | |          |                |
| Neustadt 44 51° 42′ 26″ N, 9° 59′ 48″ O | Wohnhaus    | |          | Weitere Bilder |
| Neustadt 45 51° 42′ 26″ N, 9° 59′ 48″ O | Wohnhaus    | |          | Weitere Bilder |
| Neustadt 46 51° 42′ 26″ N, 9° 59′ 49″ O | Wohnhaus    | |          | Weitere Bilder |
| Neustadt 47 51° 42′ 26″ N, 9° 59′ 49″ O | Wohnhaus    | |          | Weitere Bilder |
| Neustadt 48 51° 42′ 26″ N, 9° 59′ 50″ O | Wohnhaus    | |          | Weitere Bilder |
| Neustadt 49 51° 42′ 26″ N, 9° 59′ 51″ O | Wohnhaus    | |          | Weitere Bilder |
| Neustadt 50 51° 42′ 27″ N, 9° 59′ 51″ O | Wohnhaus    | |          |                |
| Neustadt 51 51° 42′ 26″ N, 9° 59′ 51″ O | Wohnhaus    | |          |                |
| Neustadt 52 51° 42′ 26″ N, 9° 59′ 52″ O | Wohnhaus    | Zweigeschossiger, stockwerkweise abgezimmerter achtachsiger Fachwerkbau, 1719 durch Bürgermeister Johann Forst erbaut |          | Weitere Bilder |
| Neustadt 53 51° 42′ 26″ N, 9° 59′ 52″ O | Wohnhaus    | |          | BW             |
| Neustadt 54 51° 42′ 26″ N, 9° 59′ 52″ O | Wohnhaus    | |          | Weitere Bilder |
| Neustadt 55 51° 42′ 26″ N, 9° 59′ 53″ O | Wohnhaus    | |          | Weitere Bilder |
| Neustadt 56 51° 42′ 26″ N, 9° 59′ 53″ O | Wohnhaus    | |          |                |
| Neustadt 57 51° 42′ 26″ N, 9° 59′ 53″ O | Wohnhaus    | |          | Weitere Bilder |
| Neustadt 58 51° 42′ 26″ N, 9° 59′ 54″ O | Wohnhaus    | |          | Weitere Bilder |
| Neustadt 59 51° 42′ 26″ N, 9° 59′ 54″ O | Wohnhaus    | |          | Weitere Bilder |
| Neustadt 60 51° 42′ 26″ N, 9° 59′ 54″ O | Wohnhaus    | |          |                |
| Neustadt 61 51° 42′ 26″ N, 9° 59′ 54″ O | Wohnhaus    | |          | Weitere Bilder |
| Neustadt 62 51° 42′ 26″ N, 9° 59′ 55″ O | Wohnhaus    | |          | Weitere Bilder |
| Neustadt 63 51° 42′ 26″ N, 9° 59′ 55″ O | Wohnhaus    | |          | Weitere Bilder |
| Neustadt 64 51° 42′ 26″ N, 9° 59′ 55″ O | Wohnhaus    | |          | Weitere Bilder |
| Neustadt 65 51° 42′ 26″ N, 9° 59′ 56″ O | Wohnhaus    | |          | Weitere Bilder |
| Neustadt 66 51° 42′ 26″ N, 9° 59′ 56″ O | Wohnhaus    | |          | Weitere Bilder |

### Hinter der Kapelle/Stubenstraße
| Lage                                              | Bezeichnung | Beschreibung | ID | Bild           |
| ------------------------------------------------- | ----------- | ------------ | -- | -------------- |
| Hinter der Kapelle 6 51° 42′ 25″ N, 9° 59′ 58″ O  | Wohnhaus    |              |    |                |
| Hinter der Kapelle 7 51° 42′ 25″ N, 9° 59′ 58″ O  | Wohnhaus    |              |    |                |
| Hinter der Kapelle 8 51° 42′ 25″ N, 9° 59′ 58″ O  | Wohnhaus    |              |    | Weitere Bilder |
| Hinter der Kapelle 9 51° 42′ 25″ N, 9° 59′ 59″ O  | Wohnhaus    |              |    | Weitere Bilder |
| Hinter der Kapelle 11 51° 42′ 25″ N, 9° 59′ 59″ O | Wohnhaus    |              |    | Weitere Bilder |
| Hinter der Kapelle 12 51° 42′ 25″ N, 10° 0′ 0″ O  | Wohnhaus    |              |    | Weitere Bilder |
| Stubenstraße 3 51° 42′ 25″ N, 9° 59′ 56″ O        | Wohnhaus    |              |    | Weitere Bilder |
| Stubenstraße 4 51° 42′ 25″ N, 9° 59′ 56″ O        | Wohnhaus    |              |    | Weitere Bilder |
| Stubenstraße 5 51° 42′ 25″ N, 9° 59′ 56″ O        | Wohnhaus    |              |    | Weitere Bilder |
| Stubenstraße 6 51° 42′ 26″ N, 9° 59′ 56″ O        | Wohnhaus    |              |    | Weitere Bilder |
| Stubenstraße 8 51° 42′ 26″ N, 9° 59′ 57″ O        | Wohnhaus    |              |    | Weitere Bilder |
| Stubenstraße 9 51° 42′ 26″ N, 9° 59′ 57″ O        | Wohnhaus    |              |    | Weitere Bilder |
| Stubenstraße 10 51° 42′ 25″ N, 9° 59′ 57″ O       | Wohnhaus    |              |    | Weitere Bilder |
| Stubenstraße 11 51° 42′ 25″ N, 9° 59′ 57″ O       | Wohnhaus    |              |    | Weitere Bilder |
| Stubenstraße 12 51° 42′ 25″ N, 9° 59′ 57″ O       | Wohnhaus    |              |    | Weitere Bilder |

## Stadterweiterung jenseits der Umwallung

### Nördliche Wallbebauung
Der Wallabschnitt im Nordwesten wurde bereits im 17. Jahrhundert eingeebnet. Ende des 19. Jahrhunderts wurde mit der Bebauung begonnen.

| Lage                                                 | Bezeichnung                    | Beschreibung                                                                                     | ID | Bild |
| ---------------------------------------------------- | ------------------------------ | ------------------------------------------------------------------------------------------------ | -- | ---- |
| Friedrich-Ebert-Wall 1 51° 42′ 29″ N, 9° 59′ 59″ O   | Ehemalige höhere Töchterschule | Ziegelbau 1888 durch die Stadt errichtet, heute Werk-Statt-Schule                                |    |      |
| Friedrich-Ebert-Wall 5/7 51° 42′ 30″ N, 9° 59′ 56″ O | Doppelwohnhaus                 | Dreigliedriger Fachwerkbau, entworfen 1892 von Frankenberg für den Landbriefträger Renziehausen. |    |      |

### Südöstliche Stadterweiterung
Südöstlich des Altstadtkerns bildete sich bis kurz vor der Wende zum 20. Jahrhundert Viertel mit Kleingärten und Gartenhäuschen. Das Viertel wurde planmäßig zunächst durch Schulbauten und dann durch neue Straßen erschlossen: Bürgerschule I (1887), Lehrerseminar (1894), Gymnasium Corvinarium (1906), Landwirtschaftliche Winterschule (1907), Sohnreystraße (1896), Schillerstraße (1904), Goethestraße (1912).
Das Viertel war eine beliebte Wohngegend für Beamte. Die Goethestraße 7–14 wurde für Offiziersfamilien konzipiert.

| Lage                                            | Bezeichnung                                 | Beschreibung | ID       | Bild           |
| ----------------------------------------------- | ------------------------------------------- | --- | -------- | -------------- |
| Gesundbrunnen 51° 42′ 3″ N, 10° 1′ 29″ O        | Gasthaus                                    | Anfang des 18. Jahrhunderts wurde hier schwefelhaltiges Wasser gefunden. Aus diesem Grund wurde 1810 ein Gasthaus anstelle des alten Forsthauses gebaut. Das Gasthaus war ein Ausflugsziel der Northeimer, der Badebetrieb blieb aber aus.                                                               |          | BW             |
| Gesundbrunnen 51° 42′ 11″ N, 10° 1′ 30″ O       | Freilichtbühne                              | Die Freilichtbühne Niedersachsen wurde 1934 erbaut und 1936 eingeweiht. Der Architekt war Fritz Schaller. Das Theater ist wie ein Amphitheater aufgebaut, es fasst mehr als 8800 Menschen, davon sind 2800 Sitzplätze.                                                                                   |          | Weitere Bilder |
| Goethestraße 7 51° 42′ 8″ N, 10° 0′ 22″ O       | Wohnhaus                                    | Dieses villenartige Haus wurde von 1916 bis 1917 erbaut. Der Bauherr war W. Bindig. Das Haus war für einen Offizier der Unteroffiziersschule, die im gleichen Zeitraum gebaut wurde, gedacht. Durch den Ersten Weltkrieg zogen keine Offiziere ein.                                                      |          | Weitere Bilder |
| Goethestraße 8 51° 42′ 9″ N, 10° 0′ 21″ O       | Wohnhaus                                    | Dieses villenartige Haus wurde von 1916 bis 1917 erbaut. Der Bauherr war die Stadt Northeim. Das Haus war für einen Offizier der Unteroffiziersschule, die im gleichen Zeitraum gebaut wurde, gedacht. Durch den Ersten Weltkrieg zogen keine Offiziere ein.                                             |          | Weitere Bilder |
| Goethestraße 9 51° 42′ 9″ N, 10° 0′ 21″ O       | Wohnhaus                                    | Dieses villenartige Haus wurde von 1916 bis 1917 erbaut. Der Bauherr war die Stadt Northeim. Das Haus war für einen Offizier der Unteroffiziersschule, die im gleichen Zeitraum gebaut wurde, gedacht. Durch den Ersten Weltkrieg zogen keine Offiziere ein.                                             |          | Weitere Bilder |
| Goethestraße 10 51° 42′ 10″ N, 10° 0′ 21″ O     | Wohnhaus                                    | |          | Weitere Bilder |
| Goethestraße 11 51° 42′ 11″ N, 10° 0′ 20″ O     | Wohnhaus                                    | |          | Weitere Bilder |
| Goethestraße 12 51° 42′ 12″ N, 10° 0′ 20″ O     | Wohnhaus                                    | |          | Weitere Bilder |
| Goethestraße 13 51° 42′ 13″ N, 10° 0′ 19″ O     | Wohnhaus                                    | |          | Weitere Bilder |
| Goethestraße 14 51° 42′ 14″ N, 10° 0′ 19″ O     | Wohnhaus                                    | |          | Weitere Bilder |
| Harztor 51° 42′ 31″ N, 10° 0′ 53″ O             | Hauptfriedhof                               | Der Friedhof wurde 1875 eröffnet und hat eine Größe von 94.000 Quadratmeter. Der heutige Haupteingang war die ehemalige Friedhofskapelle. Auf dem Friedhof befindet sich ein Ehrenfriedhof für die Gefallenen der beiden Weltkriege. Am Nordwestrand des Friedhofes befindet sich der Jüdische Friedhof. |          |                |
| Hindenburgstraße 20 51° 42′ 15″ N, 10° 0′ 26″ O | Ehemalige Landwirthschaftliche Winterschule | 1096/07 durch Stadtbaumeister Naß errichtet. |          |                |
| Hindenburgstraße 23 51° 42′ 13″ N, 10° 0′ 29″ O | Wohnhaus                                    | Freihstehnder exponiert gelegener Solitäbau, 1929 für den Fabrikanten Otto Jünemann von den Architekten F. Grosch und A. Fritz entworfen. |          |                |
| Sohnreystraße 6 51° 42′ 7″ N, 10° 0′ 11″ O      | Wohnhaus                                    | Doppelgschossiger Putzbau auf hohem Sockelgeschoß, 1903 von Frankenberg entworfen |          |                |
| Sohnreystraße 7 51° 42′ 6″ N, 10° 0′ 12″ O      | Wohnhaus                                    | 1904 von Frankenberg für den Polizeicommisar August Krohn geplant |          |                |
| Sohnreystraße 17 51° 42′ 14″ N, 10° 0′ 11″ O    | Wohnhaus                                    | Vielgliedriger freistehender Ziegelbau, 1894 für Postdirektor Niederstadt von Maurermeister Frankenberg entworfen |          | Weitere Bilder |
| Weinbergstraße 51° 42′ 21″ N, 10° 1′ 7″ O       | Ehrenmal bei der Goetheeiche                | Das Ehrenmal besteht aus einem Hochkreuz, einer kleinen Kapelle und mehreren Gedenktafeln | 38464175 | BW             |
| 51° 41′ 36″ N, 10° 0′ 56″ O                     | Wieterturm                                  | Der Wieterturm wurde 1883 erbaut. Er steht auf den Fundamenten eines Wartturmes aus dem 15. Jahrhundert. Der Turm hat eine Höhe von 20 Metern, über der Aussichtsplattform befindet sich ein Zeltdach.                                                                                                   |          | Weitere Bilder |
| Wilhelmstraße 6 51° 42′ 10″ N, 10° 0′ 1″ O      | Wohnhaus                                    | Das sechsachishe Ziegelbau wurde 1894 von Frankenberg für den Kaufmann Hugo Huch erbaut. |          | Weitere Bilder |
| Wilhelmstraße 8 51° 42′ 12″ N, 10° 0′ 7″ O      | Villa                                       | Die Villa ist ein eineinhalbgeschossiger Bau mit einem Mansarddach. An der Mittelachse befindet sich ein Altan mit dorischen Säulen. Das Gebäude wurde von Frankenberg für Kaufmann Hugo Huche 1923 geplant.                                                                                             |          | Weitere Bilder |
| Wilhelmstraße 9 51° 42′ 13″ N, 10° 0′ 9″ O      | Wohnhaus                                    | |          | Weitere Bilder |
| Wilhelmstraße 12 51° 42′ 14″ N, 10° 0′ 16″ O    | Ehemaliges Gymnasium Corvinianum            | Das ehemalige Gymnasium Corvinianum wurde 1906 erbaut. Es ist ein symmetrischer dreigeschossiger Bau mit einem Mittelrisalit. Heute befindet sich hier die Martin-Luther-Schule. |          | Weitere Bilder |
| Wilhelmstraße 29 51° 42′ 15″ N, 10° 0′ 10″ O    | Wohnhaus                                    | Das dreigeschossige Wohnhaus wurde 1910 von Frankenberg erbaut. |          | Weitere Bilder |
| Wilhelmstraße 32/33 51° 42′ 12″ N, 10° 0′ 2″ O  | Doppelhaus                                  | |          | Weitere Bilder |

### Westliche Vorstadt
Zwischen Altstadt und der Bahnlinie wurde bereits im frühen 19. Jahrhundert mit der Besiedlung begonnen.

| Lage                                              | Bezeichnung                               | Beschreibung | ID       | Bild           |
| ------------------------------------------------- | ----------------------------------------- | --- | -------- | -------------- |
| Bahnhofstraße 8 51° 42′ 17″ N, 9° 59′ 25″ O       | Kiosk                                     | Kleiner Fachwerkbau vor Haus Nr. 8 an der Straßenkreuzung Bahnhofstraße / Güterbahnhofstraße, Schalteröffnung für Außenbedienung überdacht. Vermutetes Erbauungsjahr 1924, jedenfalls Anfang des 20. Jahrhunderts. | 38448334 |                |
| Bahnhofstraße 14 51° 42′ 17″ N, 9° 59′ 36″ O      | Ehemalige landrätliche Villa              | Generalmajor Freiherr von Krauchenberg ließ auf dem Areal des ehemaligen Bleichangers 1817 die klassizistische Villa 1817 erbauen. Sie war damit eines der ersten Häuser außerhalb der befestigten Altstadt. Der zweigeschossige Fachwerkbau trägt eine horizontale Holzverschalung. An der vorderen Traufseite bilden vier dorische Säulen einen Portikus. |          | Weitere Bilder |
| Bahnhofstraße 15 51° 42′ 18″ N, 9° 59′ 39″ O      | Katasteramt                               | Zweigeschossiger Rohziegelbau, 1895 |          | Weitere Bilder |
| Bahnhofstraße 26 51° 42′ 20″ N, 9° 59′ 36″ O      | Ehemaliges Amtsgericht                    | Zweigeschossiger Putzbau, 1844/48 |          | Weitere Bilder |
| Breiter Weg 2 51° 42′ 21″ N, 9° 59′ 36″ O         | Ehemalige katholische Schule              | |          | Weitere Bilder |
| Breiter Weg 4 51° 42′ 22″ N, 9° 59′ 37″ O         | Katholische Pfarrkirche Mariä Heimsuchung | Die Kirche wurde 1885 bis 1886 erbaut. Es ist ein dreischiffiger Bau im Stil einer Basilika. |          | Weitere Bilder |
| Breiter Weg 6 51° 42′ 22″ N, 9° 59′ 35″ O         | Pfarrhaus                                 | Der Grundstein zum Pfarrhaus wurde 1888 gelegt. |          | Weitere Bilder |
| Eisenbahnstraße 1/2 51° 42′ 3″ N, 9° 59′ 17″ O    | Doppelwohnhaus                            | Die Königliche Eisenbahn-Direktion Cassel baute das Haus im Jahre 1905 als Teil eines Doppelhauses. Es ist ein dreigeschossiges Haus und war für untere Beamte und Arbeiter gedacht. |          | Weitere Bilder |
| Eisenbahnstraße 3/4 51° 42′ 3″ N, 9° 59′ 15″ O    | Doppelwohnhaus                            | Die Königliche Eisenbahn-Direktion Cassel baute das Haus im Jahre 1905 als Teil eines Doppelhauses. Es ist ein dreigeschossiges Haus und war für untere Beamte und Arbeiter gedacht. |          | Weitere Bilder |
| Eisenbahnstraße 5/6 51° 42′ 3″ N, 9° 59′ 13″ O    | Doppelwohnhaus                            | Die Königliche Eisenbahn-Direktion Cassel baute das Haus im Jahre 1905 als Teil eines Doppelhauses. Es ist ein dreigeschossiges Haus und war für untere Beamte und Arbeiter gedacht. |          | Weitere Bilder |
| Güterbahnhofstraße 30 51° 42′ 14″ N, 9° 59′ 25″ O | Wohnhaus                                  | Zweigeschossiger Ziegelbau, um 1900 |          | BW             |
| Güterbahnhofstraße 31 51° 42′ 14″ N, 9° 59′ 25″ O | Wohnhaus                                  | Zweigeschossiger Ziegelbau, um 1900 |          | BW             |
| Güterbahnhofstraße 32 51° 42′ 15″ N, 9° 59′ 26″ O | Wohnhaus                                  | Zweigeschossiger Ziegelbau, um 1900 |          | BW             |
| Güterbahnhofstraße 33 51° 42′ 15″ N, 9° 59′ 26″ O | Wohnhaus                                  | Zweigeschossiger Ziegelbau, um 1900 |          | BW             |
| Sollingtor 1 51° 42′ 18″ N, 9° 59′ 6″ O           | Verwaltungsgebäude                        | Das Verwaltungsgebäude der ehemaligen Viehverwertungsgenossenschaft wurde 1922 erbaut. Es ist ein doppelstöckiger, traufständiger Bau mit einem Mansardwalmdach. An dem Haus schließt sich ein Stall und eine Versteigerungshalle an. |          | Weitere Bilder |

### Nördliche Stadterweiterung
Das Gebiet nördlich des Altstadtkerns war lange Zeit wegen der Hochwassergefährdung durch die Rhume unbesiedelt geblieben. Eine Ausnahme bildeten das Gasthaus „Zum Rücking“ und das Siechenhaus. Um 1870 setzte die Bebauung an der Westseite der Rückingsallee ein.
Der Rhumekanal an der Rhumemühle besitzt als historisches Gewässer Denkmalwert.

#### Gruppe: Stadterweiterung Rückingsallee 6–14
Die Gruppe „Stadterweiterung Rückingsallee 6–14“ hat die ID 38405372.

| Lage                                         | Bezeichnung | Beschreibung                                                                                                  | ID       | Bild |
| -------------------------------------------- | ----------- | --- | -------- | ---- |
| Rückingsallee 6 51° 42′ 38″ N, 10° 0′ 0″ O   | Wohnhaus    | Bebauung der Westseite der Rückingallee mit vorwiegend zweigeschossigen Rohziegelbauten, Ende 19. Jahrhundert | 38442660 |      |
| Rückingsallee 8 51° 42′ 39″ N, 10° 0′ 0″ O   | Villa       | | 38452587 |      |
| Rückingsallee 9 51° 42′ 40″ N, 10° 0′ 1″ O   | Wohnhaus    | | 38452608 |      |
| Rückingsallee 11 51° 42′ 41″ N, 10° 0′ 1″ O  | Wohnhaus    | | 38452630 |      |
| Rückingsallee 12a 51° 42′ 42″ N, 10° 0′ 1″ O | Wohnhaus    | | 38452652 |      |

#### Einzelbaudenkmale
| Lage                                        | Bezeichnung                       | Beschreibung | ID       | Bild           |
| ------------------------------------------- | --------------------------------- | --- | -------- | -------------- |
| Am Mühlenanger 1 51° 42′ 34″ N, 10° 0′ 5″ O | Rhumemühle                        | Die Mühle gehörte einst dem Kloster und lässt sich bis ins 14. Jahrhundert nachweisen. Der vorhandene Neubau stammt von 1865 und wurde von einem Hamburger Unternehmer in Auftrag gegeben.                                                                            |          | Weitere Bilder |
| Fachbergsweg 3 51° 42′ 48″ N, 10° 0′ 23″ O  | Ehemaliges Siechenhaus St. Georg  | Das ehemalige Siechenhaus oder Armenhaus liegt außerhalb der Stadt jenseits der Rhume. Entstanden ist es im 15. Jahrhundert. Der heutige Bau entstand Mitte des 18. Jahrhunderts und wurde 1842 umgebaut. Es ist ein zweigeschossiges Haus mit einem Krüppelwalmdach. |          |                |
| Fachbergsweg 3 51° 42′ 48″ N, 10° 0′ 24″ O  | Ehemalige Kapelle                 | Die Kapelle wurde an das Siechenhaus angebaut und wurde wohl mit dem ersten Siechenhaus am Anfang des 15. Jahrhunderts erbaut. Im Inneren befinden sich Fresken. Eingang und Fester sind zugestellt, ein Betreten ist nicht möglich.                                  |          |                |
| 51° 42′ 54″ N, 9° 58′ 59″ O                 | Rhumebrücke                       | Die Brücke wurde von 1851 bis 1854 erbaut. Sie besteht aus sechs Segmentbogen aus Sandstein. |          | Weitere Bilder |
| Rückingsallee 3 51° 42′ 36″ N, 10° 0′ 0″ O  | Villa                             | | 38442638 |                |
| Rückingsallee 5 51° 42′ 38″ N, 10° 0′ 0″ O  | Villa                             | Zweieinhalbgeschossiger Fachwerkbau, 1892 von Frankenberg für Zimmermeister und Senator G. Klapproth erbaut. | 38452564 |                |
| B 3, km 23,0 51° 43′ 8″ N, 9° 59′ 10″ O     | Meilenstein (Entfernungsanzeiger) | möglicherweise im Rahmen des Straßenausbaus leicht versetzt, Spitze und Sockel nicht mehr vorhanden, Inschrift: „9 MEILE VON HANNOVER - 1 3/4 MEILE VON EINBECK - 2 3/4 MEILE BIS GÖTTINGEN - 5 3/4 MEILE BIS MÜNDEN“, gesetzt im Zuge des Chausseebaus um 1785.      | 38465691 | Weitere Bilder |
| B 3, km 25,025 51° 44′ 5″ N, 9° 58′ 21″ O   | Meilenstein (Entfernungsanzeiger) | Obelisk, sich zur Spitze hin verjüngender Pfeiler mit Entfernungsangaben „8 3/4 Meile von Hannover“, Chaussee Hannover - Kassel, alte Heerstraße, heute Bundesstraße 3, an der Auffahrt Northeim-Nord auf die Bundesautobahn A 7.                                     | 38465711 | Weitere Bilder |

#### Gruppe: Scharnhorst-Kaserne Northeim
Die Gruppe „Scharnhorst-Kaserne Northeim“ hat die ID 38406425. Die alte Kaserne aus dem frühen 19. Jahrhundert entsprach baulich nicht mehr den Anforderungen. Deshalb wurde 1890 die Northeimer Garnison nach Goslar verlegt. Die alte Kaserne an der Arentschildstraße wurde letztlich 1968 abgerissen. Als Ausgleich für den Abzug der Garnison wurde 1914/16 im Norden der Stadt eine Unteroffiziersschule gebaut. Am 16. Oktober 1992 haben die letzten Soldaten der Bundeswehr die Kaserne verlassen. Sie dient nunmehr zivilen Zwecken, wie z. B. als Rathaus und Jobcenter. Das geschlossene bauliche Ensemble besteht aus einheitlich durchgestalteten zwei- bis dreigeschossigen streng gegliederten Putzbauten auf hohem Sockelgeschoss.
| Lage                                                | Bezeichnung     | Beschreibung                                            | ID       | Bild |
| --------------------------------------------------- | --------------- | ------------------------------------------------------- | -------- | ---- |
| Scharnhorstplatz 1 51° 42′ 55″ N, 10° 0′ 0″ O       | Kaserne         | Scharnhorst-Kaserne, Gebäude 3                          | 38465162 |      |
| Scharnhorstplatz 2 51° 42′ 53″ N, 10° 0′ 3″ O       | Kasernengebäude |                                                         | 38465118 |      |
| Scharnhorstplatz 3 51° 42′ 53″ N, 10° 0′ 5″ O       | Wache           |                                                         | 38465140 |      |
| Scharnhorstplatz 4, 5, 6 51° 42′ 55″ N, 10° 0′ 8″ O | Kaserne         | Ehemaliges Mannschaftsgebäude, jetzt Agentur für Arbeit | 38465184 |      |
| Scharnhorstplatz 7/8 51° 42′ 59″ N, 10° 0′ 7″ O     | Kaserne         | Scharnhorst-Kaserne, Gebäude 5                          | 38465206 |      |
| Scharnhorstplatz 14 51° 42′ 58″ N, 9° 59′ 59″ O     | Kaserne         | Scharnhorst-Kaserne, Gebäude 6                          | 38465228 |      |
| Scharnhorststraße 1 51° 43′ 0″ N, 9° 59′ 59″ O      | Villa           |                                                         | 38465249 |      |
| Bergmühlenweg 2 51° 43′ 3″ N, 10° 0′ 2″ O           | Kasernengebäude | Scharnhorst-Kaserne, Gebäude 19                         | 38465095 |      |
| Galgenbergsweg 5 51° 42′ 53″ N, 10° 0′ 8″ O         | Wohnhaus        |                                                         | 38465315 |      |
| Galgenbergsweg 6 51° 42′ 52″ N, 10° 0′ 8″ O         | Wohnhaus        |                                                         | 38465293 |      |
| Galgenbergsweg 7 51° 42′ 52″ N, 10° 0′ 7″ O         | Wohnhaus        |                                                         | 38465271 |      |

## Ehemalige Baudenkmale
| Lage                                        | Bezeichnung             | Beschreibung                                              | ID | Bild           |
| ------------------------------------------- | ----------------------- | --------------------------------------------------------- | -- | -------------- |
| Hagenstraße 2 51° 42′ 17″ N, 9° 59′ 58″ O   | Wohnhaus                | Das Haus wurde bei einem Brand am 6. April 2009 zerstört. |    | BW             |
| Am Münster 2 51° 42′ 18″ N, 9° 59′ 44″ O    | Wohn- und Geschäftshaus |                                                           |    | Weitere Bilder |
| Am Münster 10 51° 42′ 18″ N, 9° 59′ 47″ O   | Wohn- und Geschäftshaus |                                                           |    | Weitere Bilder |
| Rückingsallee 16 51° 42′ 46″ N, 10° 0′ 2″ O | Gasthaus „Zum Rücking“  | Fachwerkbau                                               |    |                |